# 訃報 2017年1月
訃報 2017年1月（ふほう 2017ねん1がつ）では、2017年1月に物故した、又は物故が報じられた人物についてまとめる。

## (1日 - 15日)

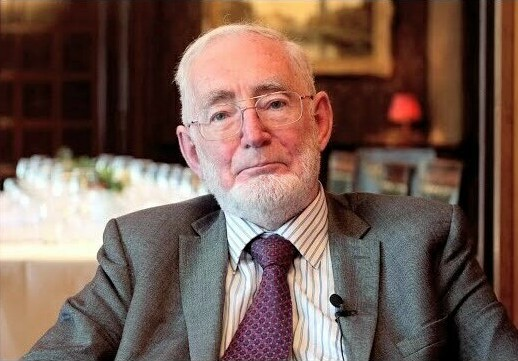
アンソニー・アトキンソン／1月1日没

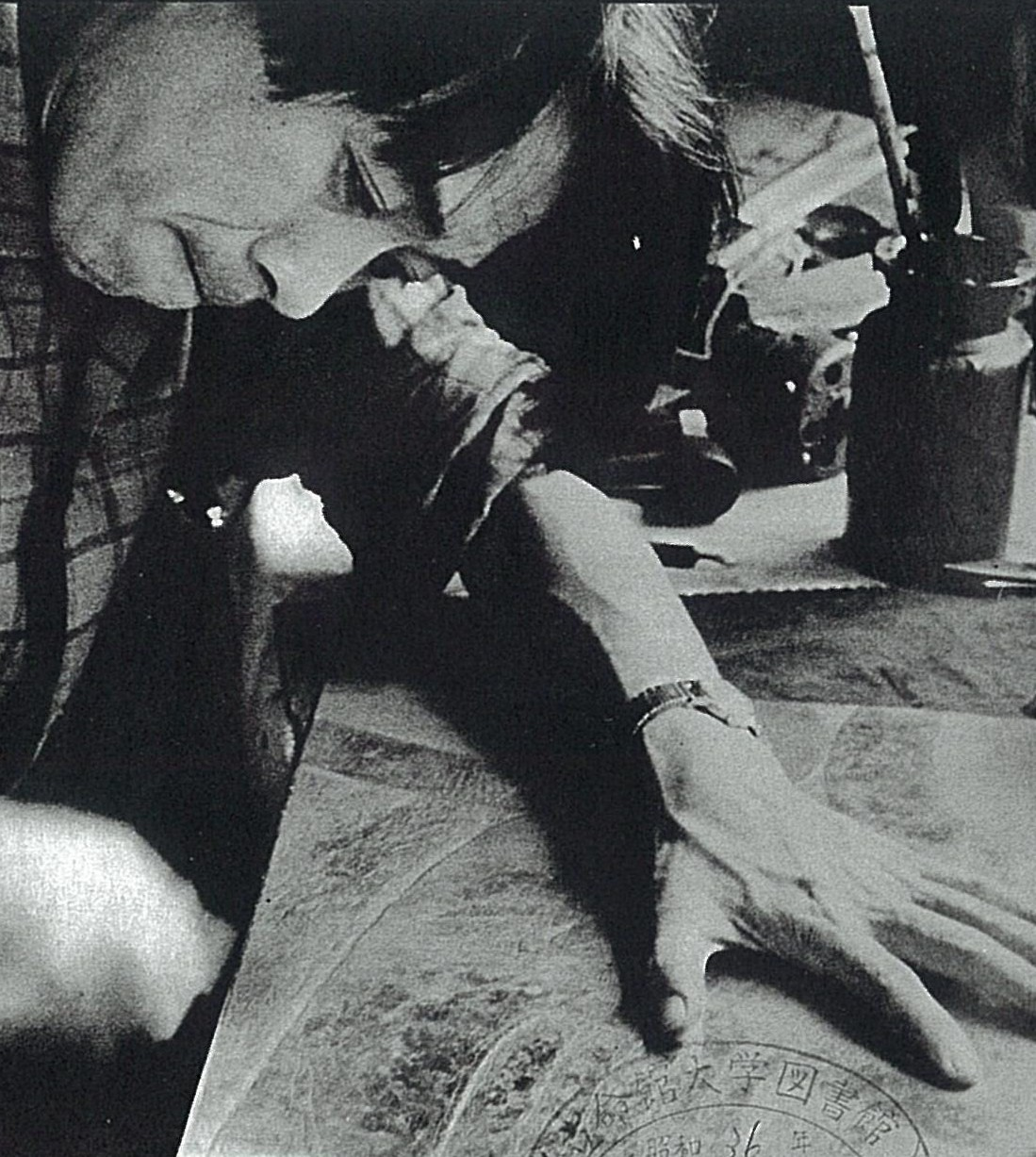
深沢幸雄／1月2日没

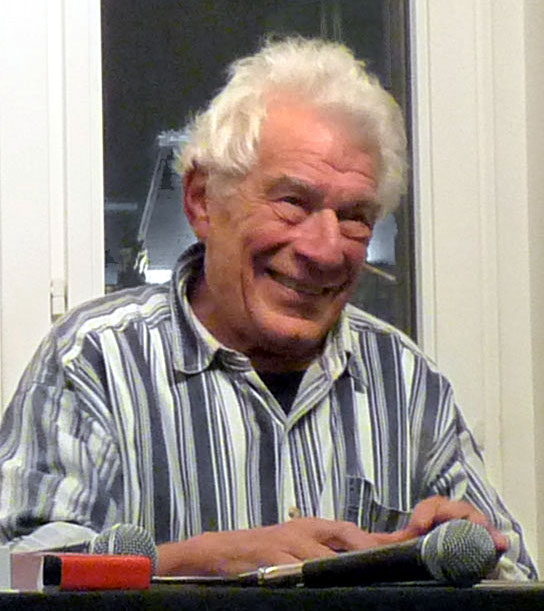
ジョン・バージャー／1月2日没

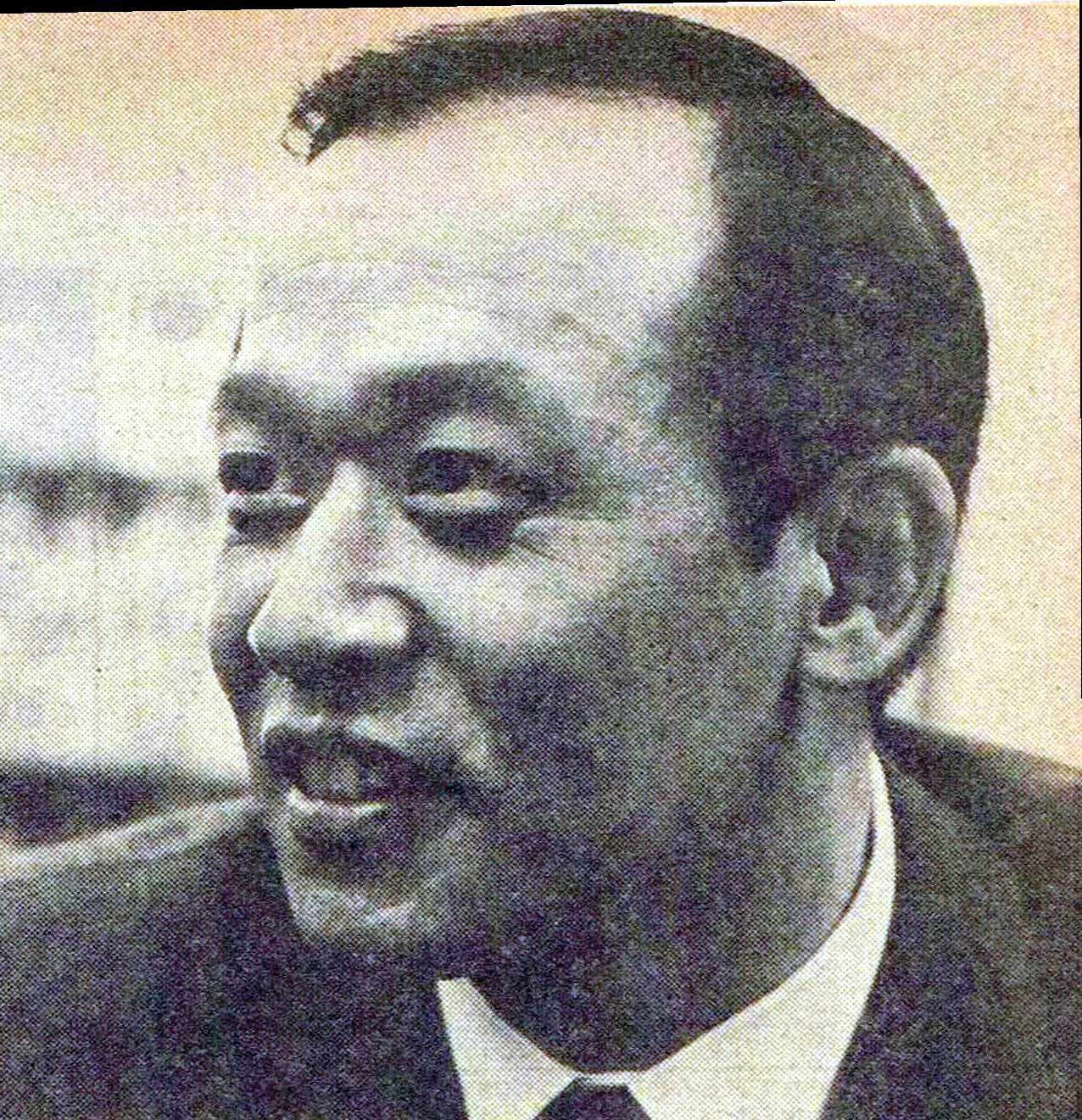
神山繁／1月3日没

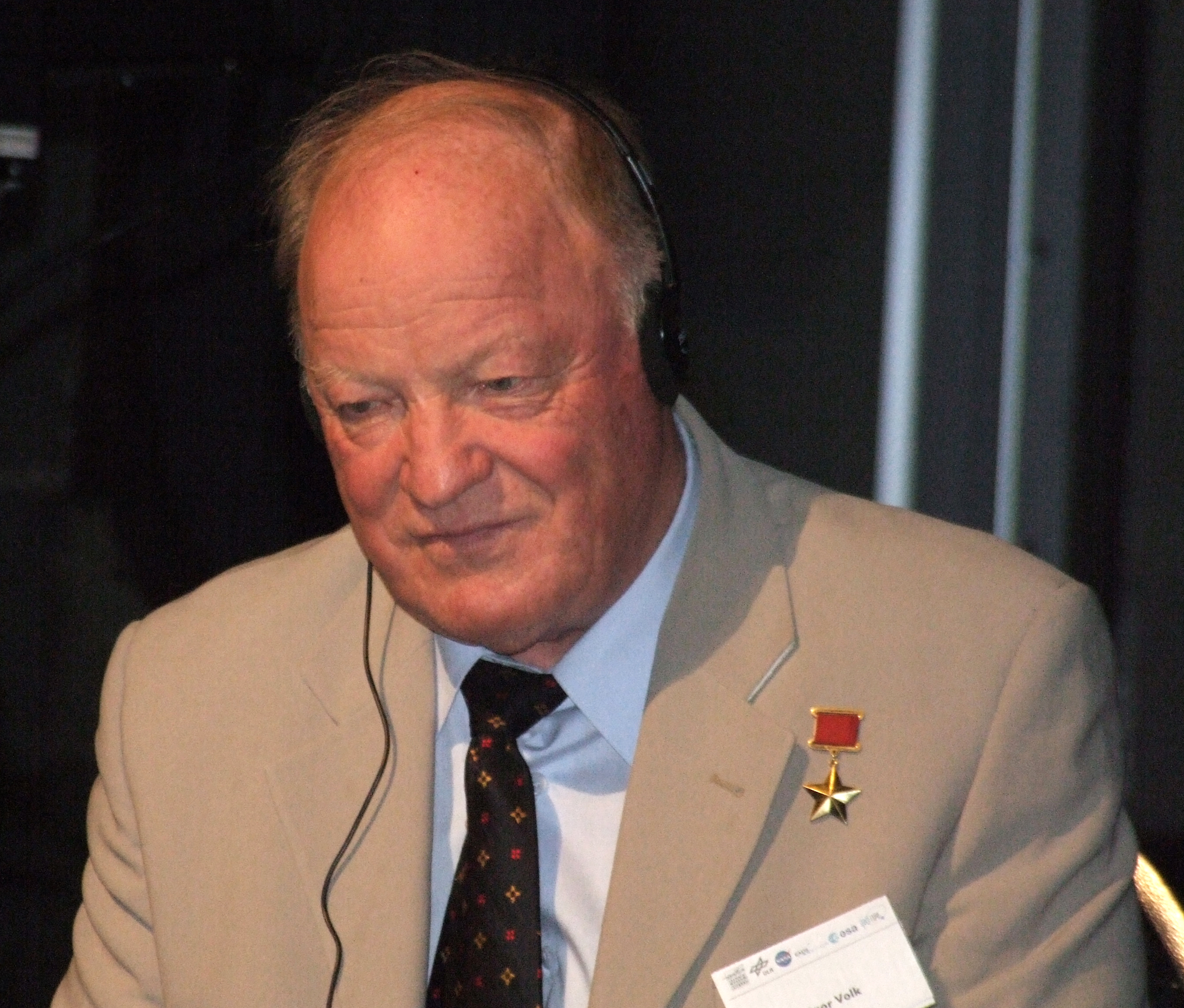
イゴール・ボルク／1月3日没

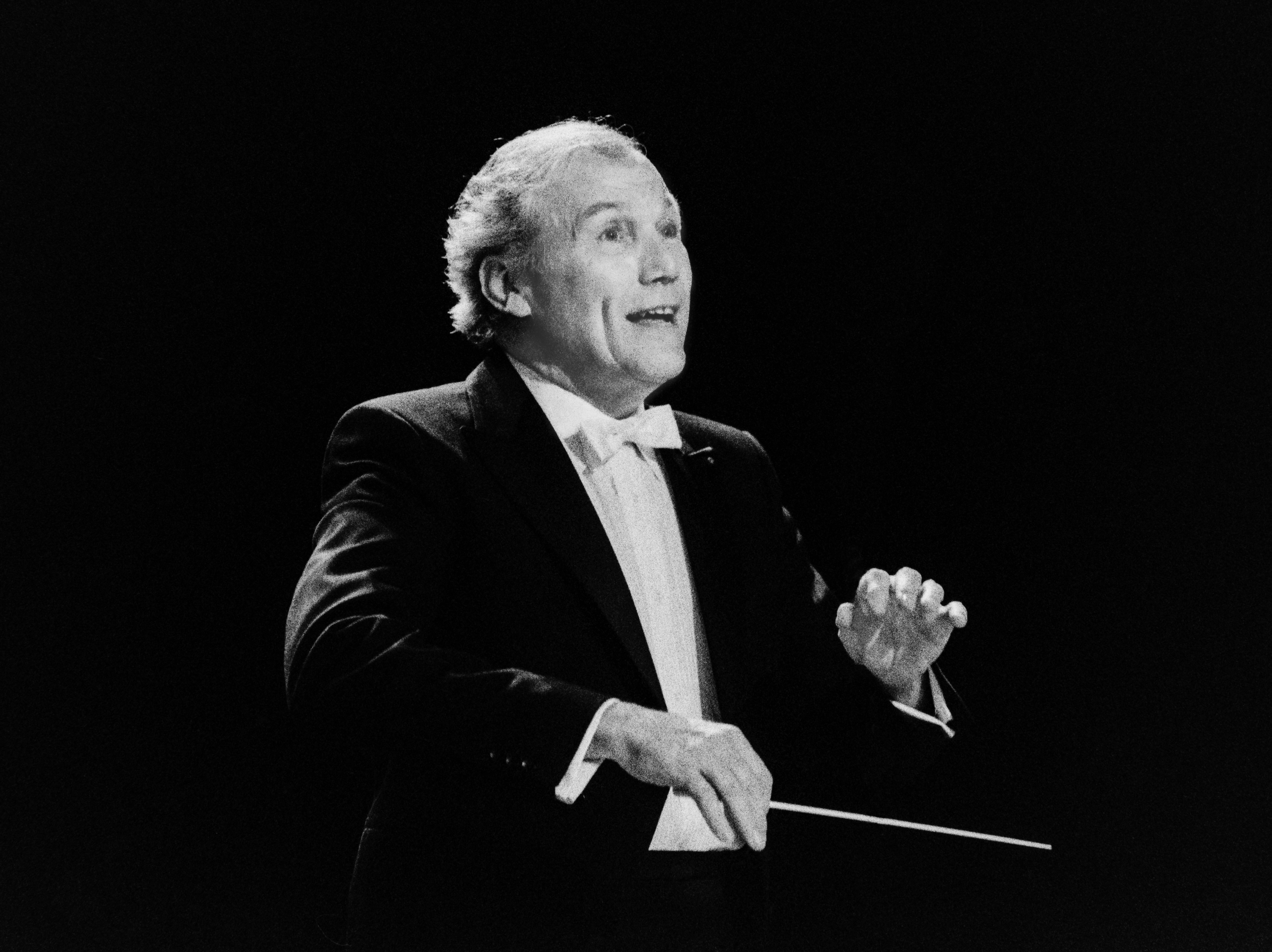
ジョルジュ・プレートル／1月4日没

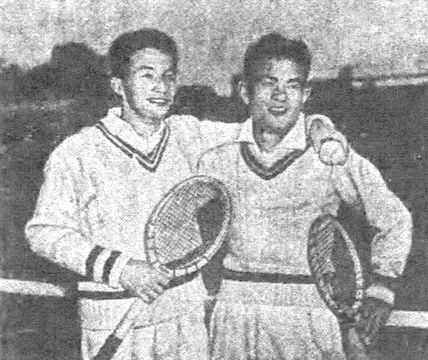
加茂公成(右)／1月6日没

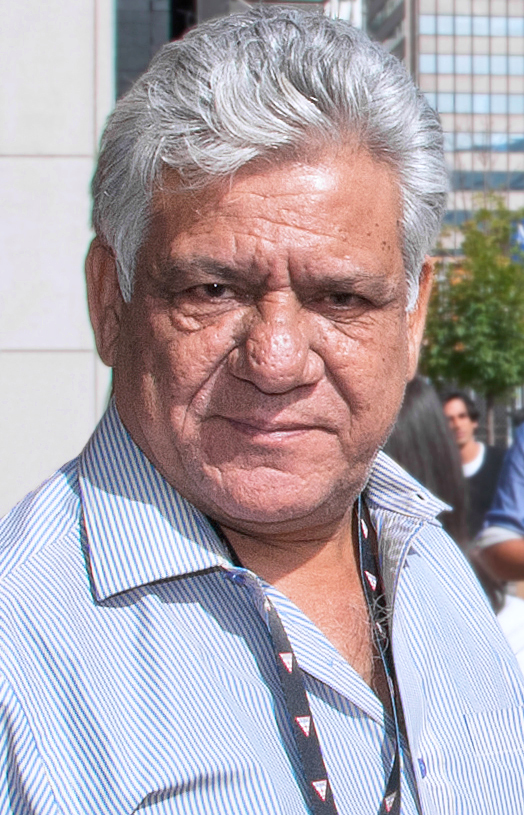
オム・プリ／1月6日没

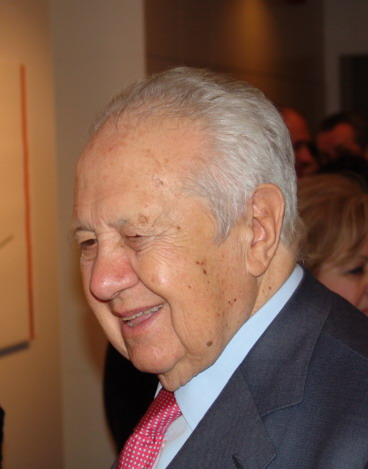
マリオ・ソアレス／1月7日没

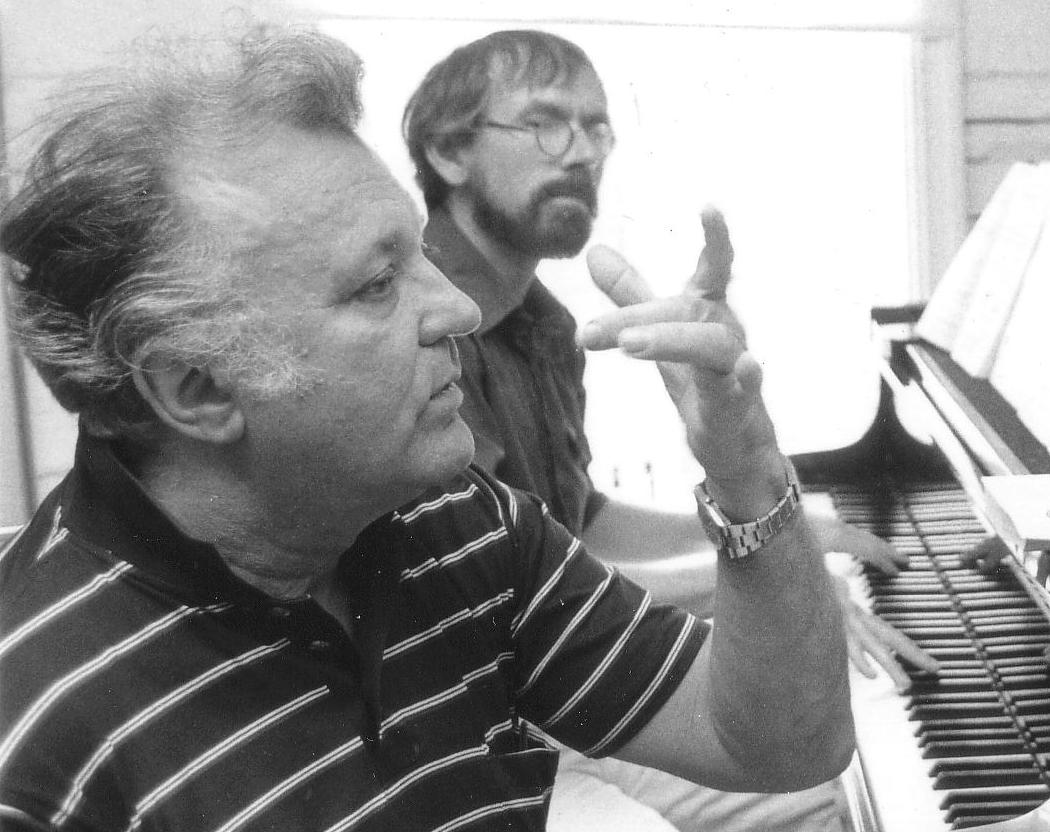
ニコライ・ゲッダ／1月8日没

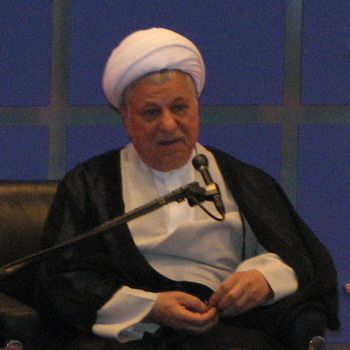
ハーシェミー・ラフサンジャーニー／1月8日没

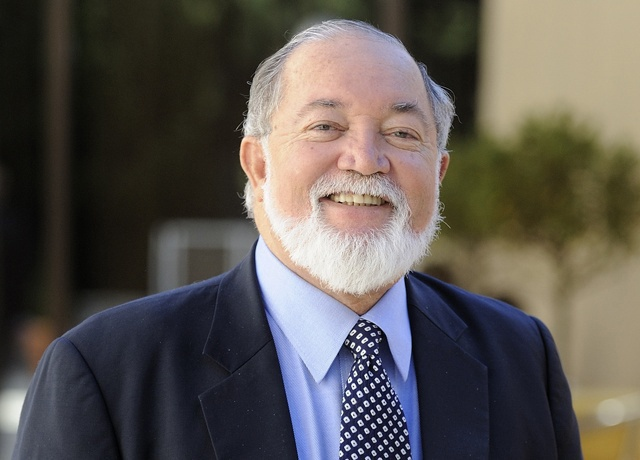
ジェイムス・マンチャム／1月8日没

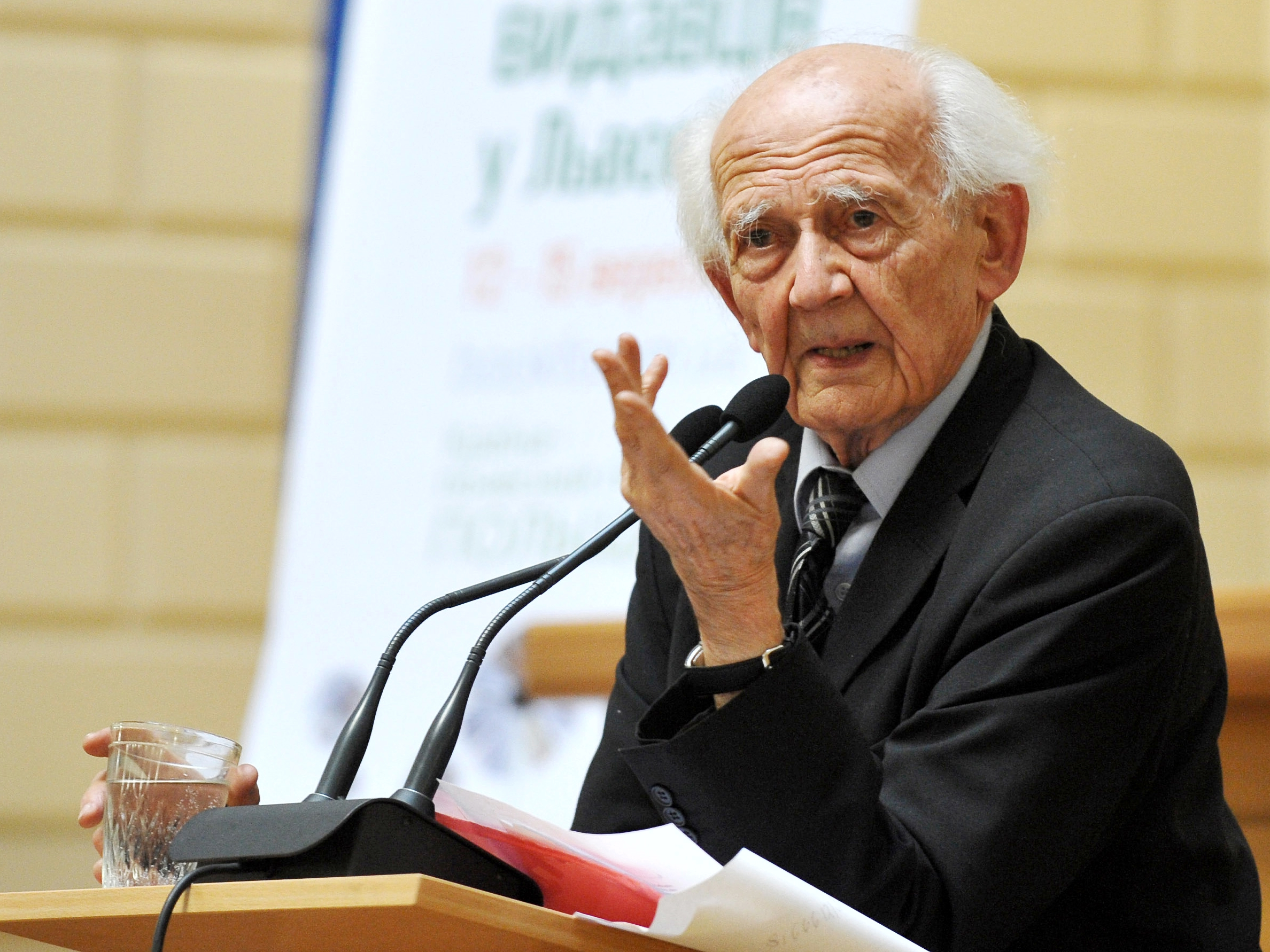
ジグムント・バウマン／1月9日没

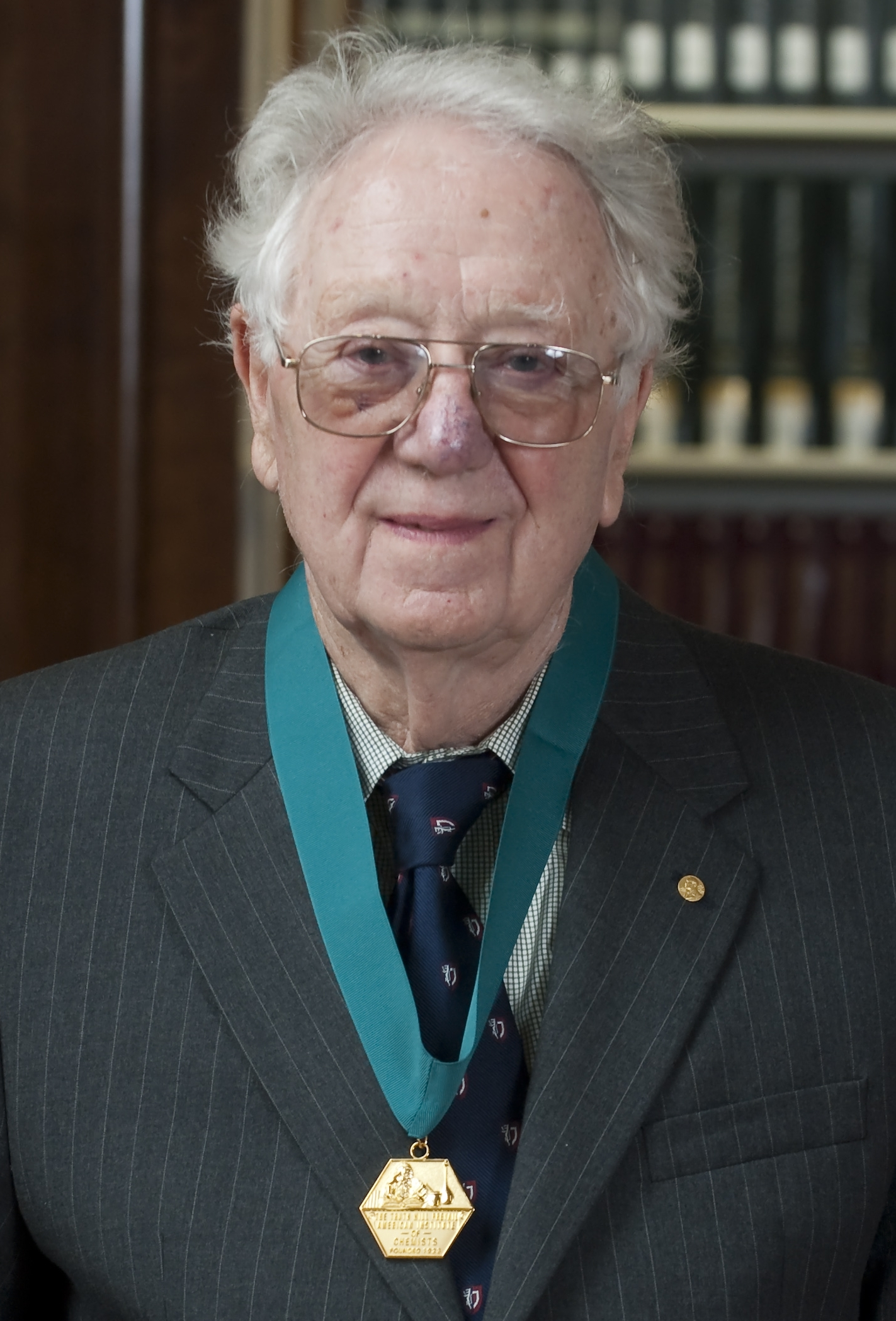
オリヴァー・スミティーズ／1月10日没

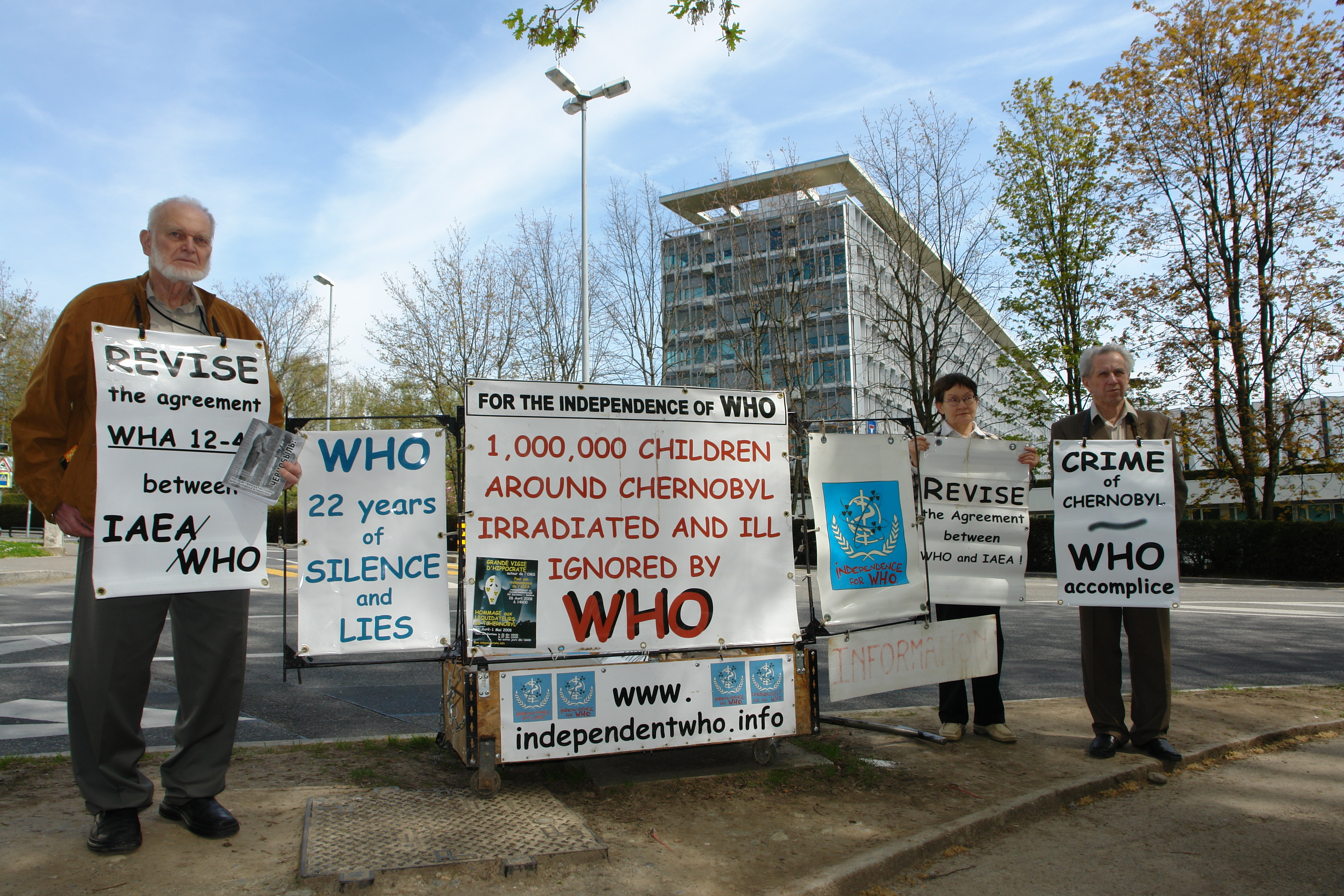
アレクセイ・ヤブロコフ（左）／1月10日没

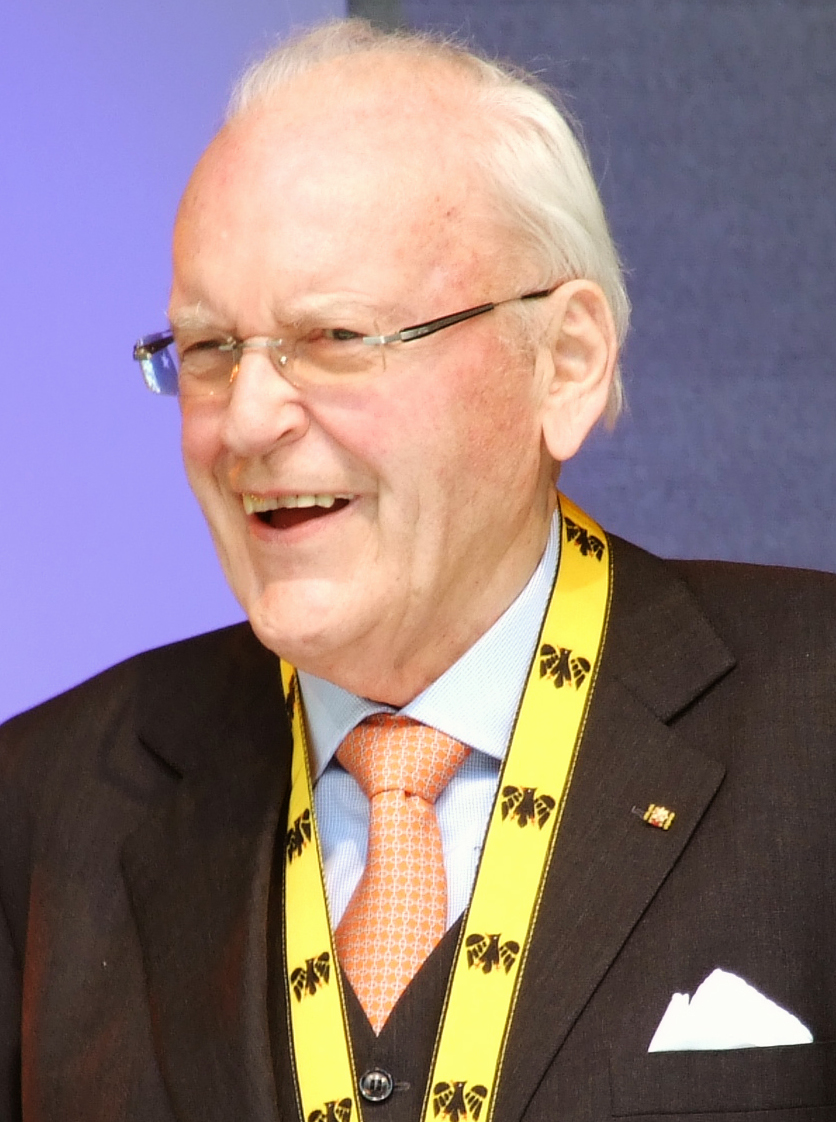
ローマン・ヘルツォーク／1月10日没

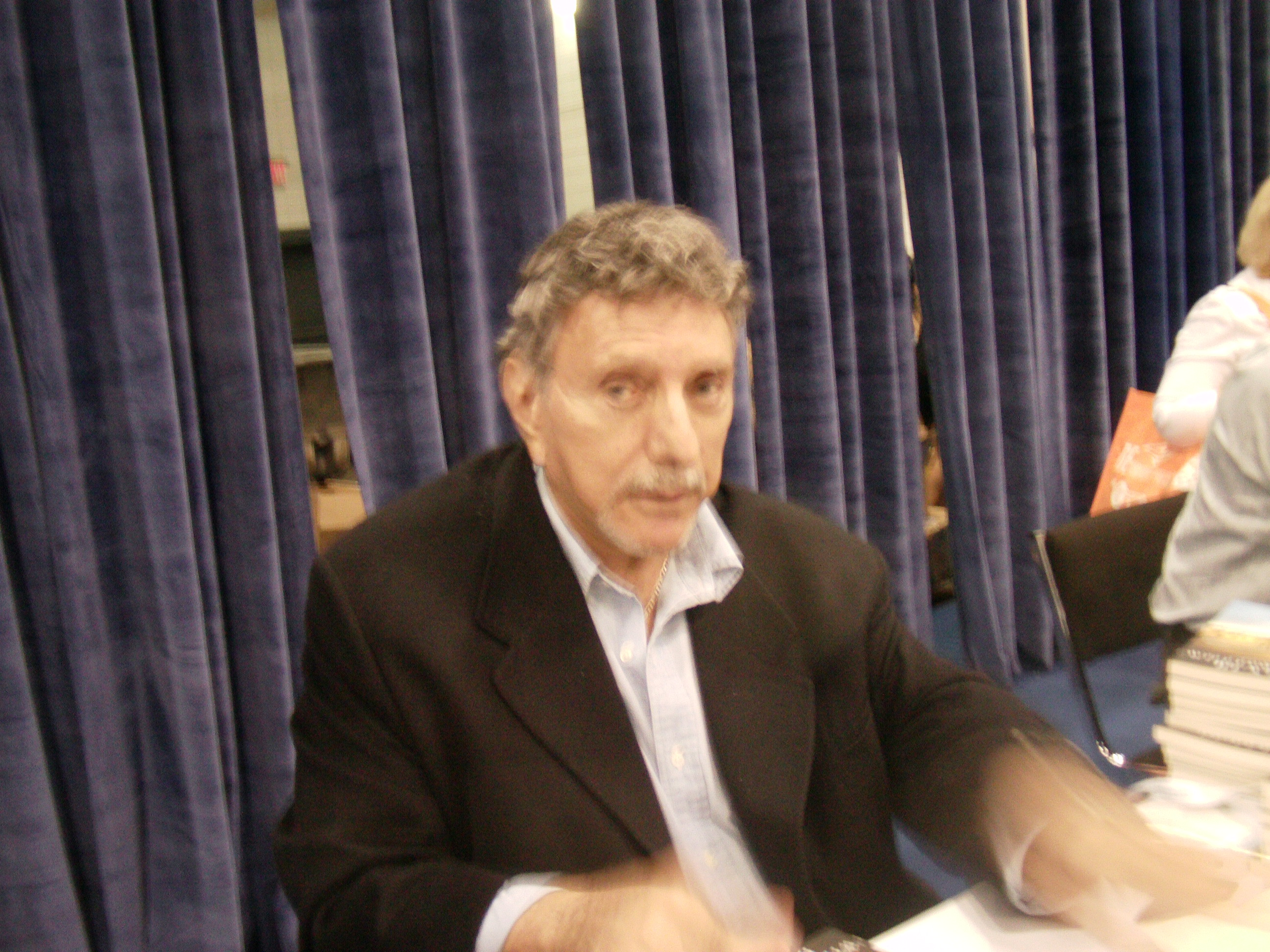
ウィリアム・ピーター・ブラッティ／1月12日没

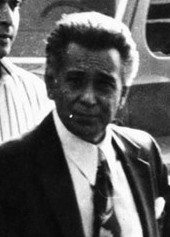
ニコデモ・スカルフォ／1月13日没

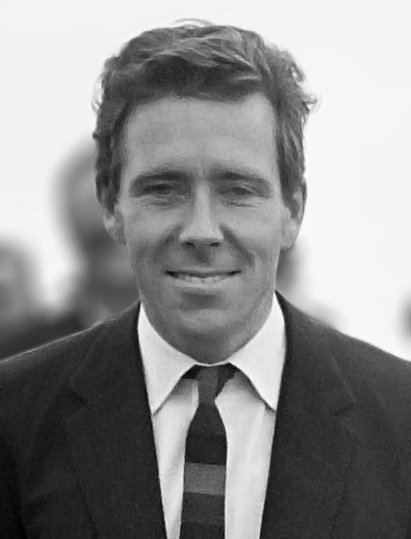
アンソニー・アームストロング＝ジョーンズ／1月13日没

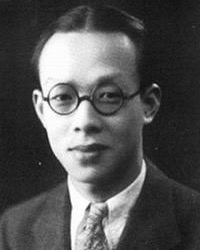
周有光／1月14日没

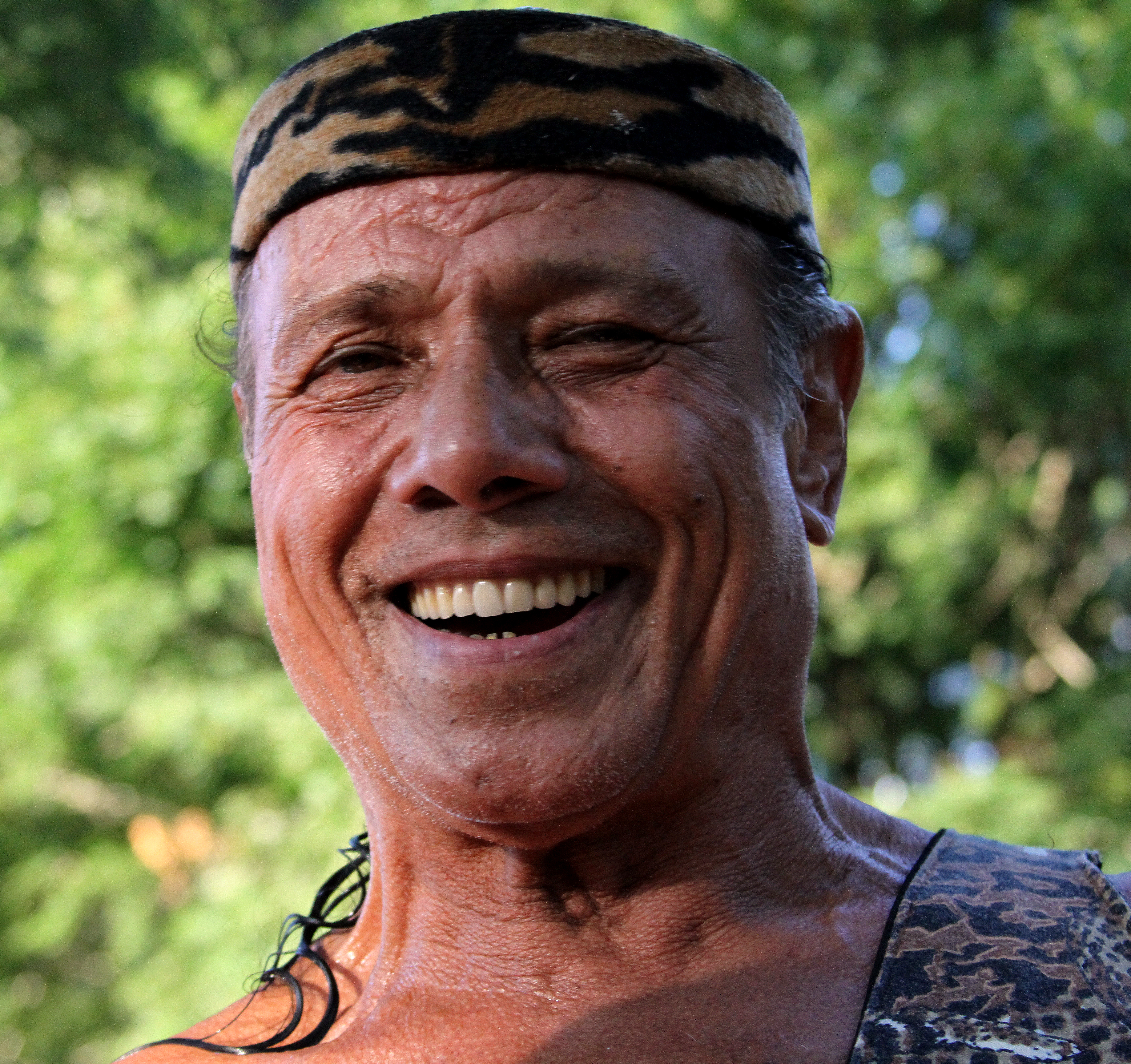
ジミー・スヌーカ／1月15日没

- 1月1日 - 藤多哲朗、日本の薬学者、京都大学名誉教授（* 1931年）[1]
- 1月1日 - 早川仁朗、日本の実業家、元下野新聞社社長（* 1932年）[2]
- 1月1日 - シロ・ブストス（スペイン語版）、アルゼンチン出身の画家（* 1932年）[3]
- 1月1日 - ジェレミー・ストーン（英語版）、アメリカ合衆国の数学者（* 1935年）[4]
- 1月1日 - アンソニー・アトキンソン、イギリスの経済学者、ロンドン・スクール・オブ・エコノミクス教授（* 1944年）[5]
- 1月1日 - エマニュエル・ニヨンクル（フランス語版）、ブルンジの政治家、ブルンジ環境大臣（* 1962年）[6]
- 1月2日 - 深沢幸雄、日本の版画家、多摩美術大学名誉教授（* 1924年）[7]
- 1月2日 - ジョン・バージャー、イギリスの芸術家（* 1926年）[8]
- 1月2日 - ダリル・スペンサー、アメリカ合衆国の元プロ野球選手、野球指導者（* 1928年）[9]
- 1月2日 - ジャン・ヴュアルネ、チュニジア出身のフランスの元スキー選手、実業家（* 1933年）[10]
- 1月2日 - 須藤久、日本の映画監督、脚本家、評論家（* 1933年）[11]
- 1月2日 - 高橋晃、日本の心理学者、武蔵野大学名誉教授（* 1950年?）[12]
- 1月3日 - ノエル・ヘメンディンガー、アメリカ合衆国の外交官（* 1913年）[13]
- 1月3日 - 神山繁、日本の俳優（* 1929年）[14]
- 1月3日 - イゴール・ボルク、ソビエト連邦のウクライナ・ソビエト社会主義共和国（現:ウクライナ）出身の元宇宙飛行士（* 1937年）[15]
- 1月3日 - 飯田浩一、日本の政治家、青森県風間浦村長（* 1960年）[16]
- 1月4日 - エリザベート・エークナス、ノルウェーで歴代2番目の高齢者（* 1904年）[17]
- 1月4日 - 槌野信徳、日本の実業家、元モロゾフ社長（* 1921年）[18]
- 1月4日 - ジョルジュ・プレートル、フランスの指揮者、ウィーン交響楽団終身名誉指揮者、シュトゥットガルト放送交響楽団名誉指揮者（* 1924年）[19]
- 1月4日 - 免出都司夫、日本の実業家、元千葉興業銀行頭取（* 1932年?）[20]
- 1月5日 - 杉浦貞男、日本の実業家、日本ゼネラルフード創業者（* 1935年?）[21]
- 1月6日 - 浜田敏郎、日本の図書館学者、慶應義塾大学名誉教授（* 1923年）[22]
- 1月6日 - バヤズィット・オスマン、オスマン家第44代家長、帝位請求者（* 1924年）[23]
- 1月6日 - 千葉英雄、日本の食品工学者、京都大学名誉教授（* 1926年）[24]
- 1月6日 - 小野信一、日本の政治家、元釜石市長、元日本社会党衆議院議員（* 1932年）[25]
- 1月6日 - 加茂公成、日本のテニス選手（* 1932年）[26]
- 1月6日 - 東野健一、日本の美術家、インド式絵巻物師（* 1947年）[27]
- 1月6日 - オム・プリ、インドの俳優（* 1950年）[28]
- 1月7日 - マリオ・ソアレス、ポルトガルの政治家、第3共和制第4代大統領、元首相（* 1924年）[29]
- 1月7日 - ナット・ヘントフ、アメリカ合衆国のジャズ評論家・ジャーナリスト・小説家（* 1925年）[30]
- 1月7日 - 赤井達郎、日本の歴史学者、奈良教育大学名誉教授、同大学元学長（* 1927年）[31]
- 1月7日 - 北村由雄、日本の美術評論家（* 1935年）[32]
- 1月7日 - 宗政伸一、日本の実業家、サニックス社長、同創業者（* 1949年）[33]
- 1月8日 - 今井武一、日本の実業家、元小津産業社長（* 1919年）[34]
- 1月8日 - 呉阿明、中華民国の実業家、自由時報発行人・会長（* 1924年）[35]
- 1月8日 - 豊田芳年、日本の実業家、元豊田自動織機社長・会長・名誉会長、中部経済連合会会長（* 1925年）[36]
- 1月8日 - ニコライ・ゲッダ、スウェーデン出身のオペラ歌手（* 1925年）[37]
- 1月8日 - ハーシェミー・ラフサンジャーニー、イランの政治家、第4代大統領（* 1934年）[38]
- 1月8日 - 守屋道郎、日本の実業家、元住友電装社長（* 1938年）[39]
- 1月8日 - ジェイムス・マンチャム、セーシェルの政治家、初代大統領（* 1939年）[40]
- 1月8日 - 谷口義幸、日本の政治家、元日南市長（* 1943年）[41]
- 1月8日 - 畑原基成、日本の政治家、山口県議会議長、元山口県玖珂郡錦町長（* 1954年）[42]
- 1月9日 - 水谷小一郎、日本の実業家、水谷ペイント会長（* 1924年?）[43]
- 1月9日 - ジグムント・バウマン、ポーランドの社会学者、リーズ大学名誉教授、ワルシャワ大学名誉教授（* 1925年）[44]
- 1月9日 - 増田保男、日本の実業家、元積水樹脂社長（* 1932年）[45]
- 1月9日 - ロベルト・カバニャス（英語版）、パラグアイの元プロサッカー選手（* 1961年）[46]
- 1月9日 - レックス・キング、アメリカ合衆国のプロレスラー（* 1961年）[47]
- 1月10日 - クレア・ホリングワース（英語版）、イギリスのジャーナリスト（* 1911年）[48]
- 1月10日 - オリヴァー・スミティーズ、イギリス出身の遺伝学者、ノーベル生理学・医学賞受賞者（* 1925年）[49]
- 1月10日 - 関場香、日本の医学者、産婦人科医、岡山大学名誉教授、元日本産科婦人科学会会長（* 1926年）[50]
- 1月10日 - ヴォー・クイー、ベトナムの動物学者（* 1929年）[51]
- 1月10日 - 水嶋良雄、日本の音楽家、エリザベト音楽大学名誉教授（* 1930年）[52]
- 1月10日 - アレクセイ・ヤブロコフ、ロシアの科学者、ロシア科学アカデミー会員（* 1933年）[53]
- 1月10日 - 本間英孝、日本の能楽師、宝生流シテ方（* 1933年）[54]
- 1月10日 - ローマン・ヘルツォーク、ドイツの法学者、政治家、第7代連邦大統領（* 1934年）[55]
- 1月10日 - 海妻矩彦、日本の農学者、元岩手大学学長（* 1935年?）[56]
- 1月10日 - 野崎欣宏、日本のアニメプロデューサー（* 1941年）[57]
- 1月10日 - 塚田和敏、日本の実業家、元福音館書店社長（* 1947年）[58]
- 1月11日 - 菱川文博、日本の実業家、元コナミ工業会長・社長・名誉会長（* 1925年）[59]
- 1月11日 - 湊美喜夫、日本の政治家、元北海道茅部郡森町長（* 1928年）[60]
- 1月11日 - 上山英一、日本の畜産学者、北海道大学名誉教授（* 1932年）[61]
- 1月11日 - アデナン・サテム（英語版）、マレーシアの政治家、サラワク州首相（* 1944年）[62]
- 1月11日 - 穂積秀一、日本の元プロボクサー（* 1959年）[63]
- 1月12日 - 権守博、日本の実業家、元日立工機社長（* 1924年）[64]
- 1月12日 - ウィリアム・ピーター・ブラッティ、アメリカ合衆国の作家、脚本家（* 1928年）[65]
- 1月12日 - 尾崎彪夫、日本の地方公務員、元三重県副知事（* 1929年?）[66]
- 1月12日 - 小浜元孝、日本の元バスケットボール選手、同指導者、元バスケットボール男子日本代表監督（* 1932年）[67]
- 1月12日 - 宮里昭也、日本の実業家、新聞記者、元琉球新報社社長・会長（* 1936年）[68]
- 1月12日 - 山本纊子、日本の医師、日本女医会会長、藤田保健衛生大学名誉教授（* 1943年）[69]
- 1月12日 - グラハム・テーラー（英語版）、イギリスの元プロサッカー選手、サッカー指導者、元イングランド代表監督（* 1944年）[70]
- 1月13日 - 進藤咲子、日本の国語学者、東京女子大学名誉教授（* 1924年）[71]
- 1月13日 - ニコデモ・スカルフォ、アメリカ合衆国のマフィアのボス（* 1929年）[72]
- 1月13日 - アンソニー・アームストロング＝ジョーンズ、イギリスの写真家、マーガレット王女の元夫、スノードン伯爵（* 1930年）[73]
- 1月13日 - 吉居亨、日本の実業家、山善会長（* 1939年）[74]
- 1月13日 - ウド・ウルフコテ（英語版）、ドイツのジャーナリスト（* 1960年）[75]
- 1月14日 - 周有光、中国の経済学者、言語学者（* 1906年）[76]
- 1月14日 - 稲葉侃爾、日本の銀行家、元中国銀行頭取（* 1920年）[77]
- 1月14日 - 渡瀬昌忠、日本の国文学者（* 1929年）[78]
- 1月14日 - 小松輝義、日本の政治家、元佐賀県相知町長（* 1941年?）[79]
- 1月14日 - 八並映子、日本の女優（* 1948年）[80]
- 1月15日 - ジミー・スヌーカ、フィジー出身のプロレスラー（* 1943年）[81]
- 1月15日 - 木之本興三、日本の元サッカー選手、実業家（* 1949年）[82]

## (16日 - 31日)

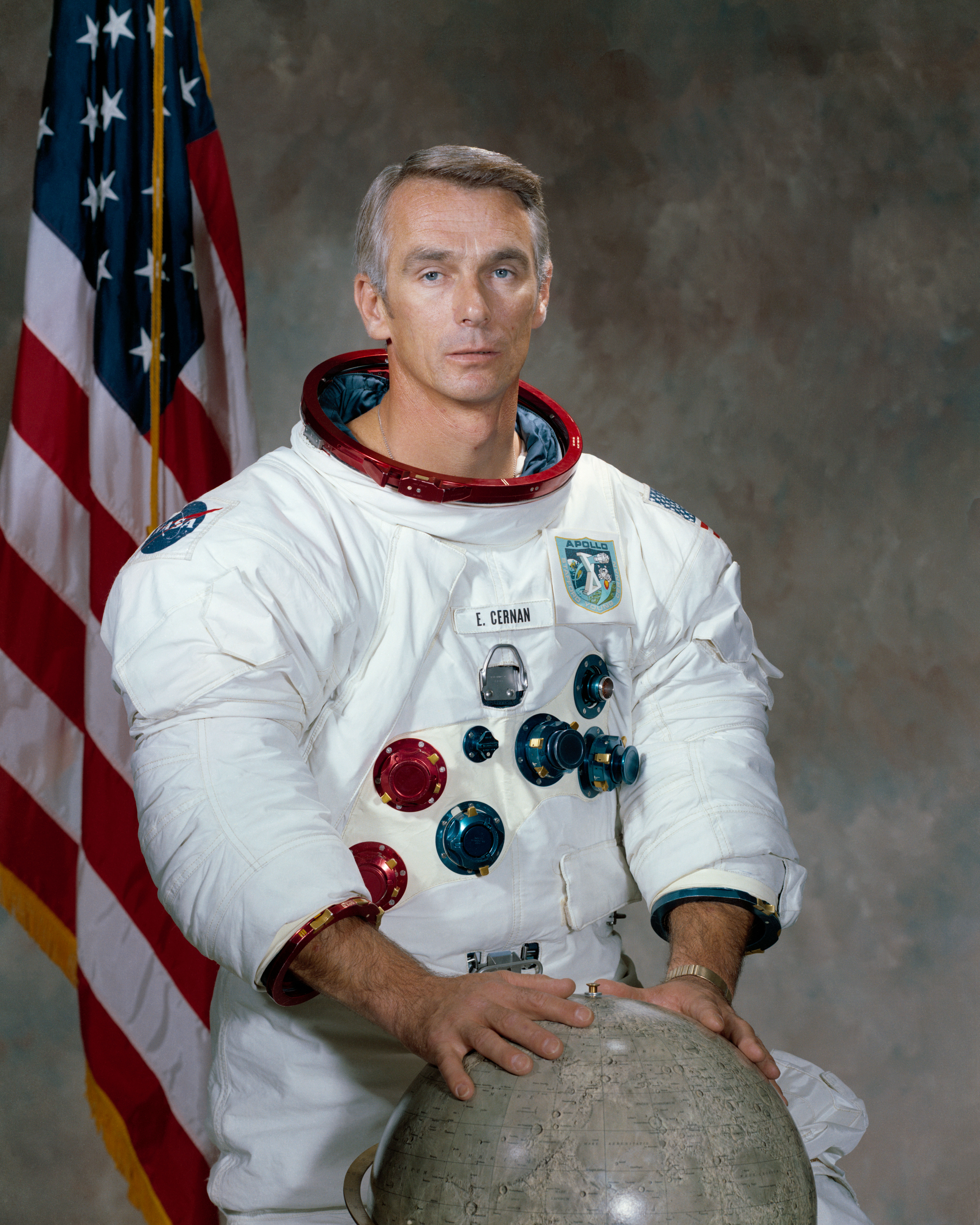
ユージン・サーナン／1月16日没

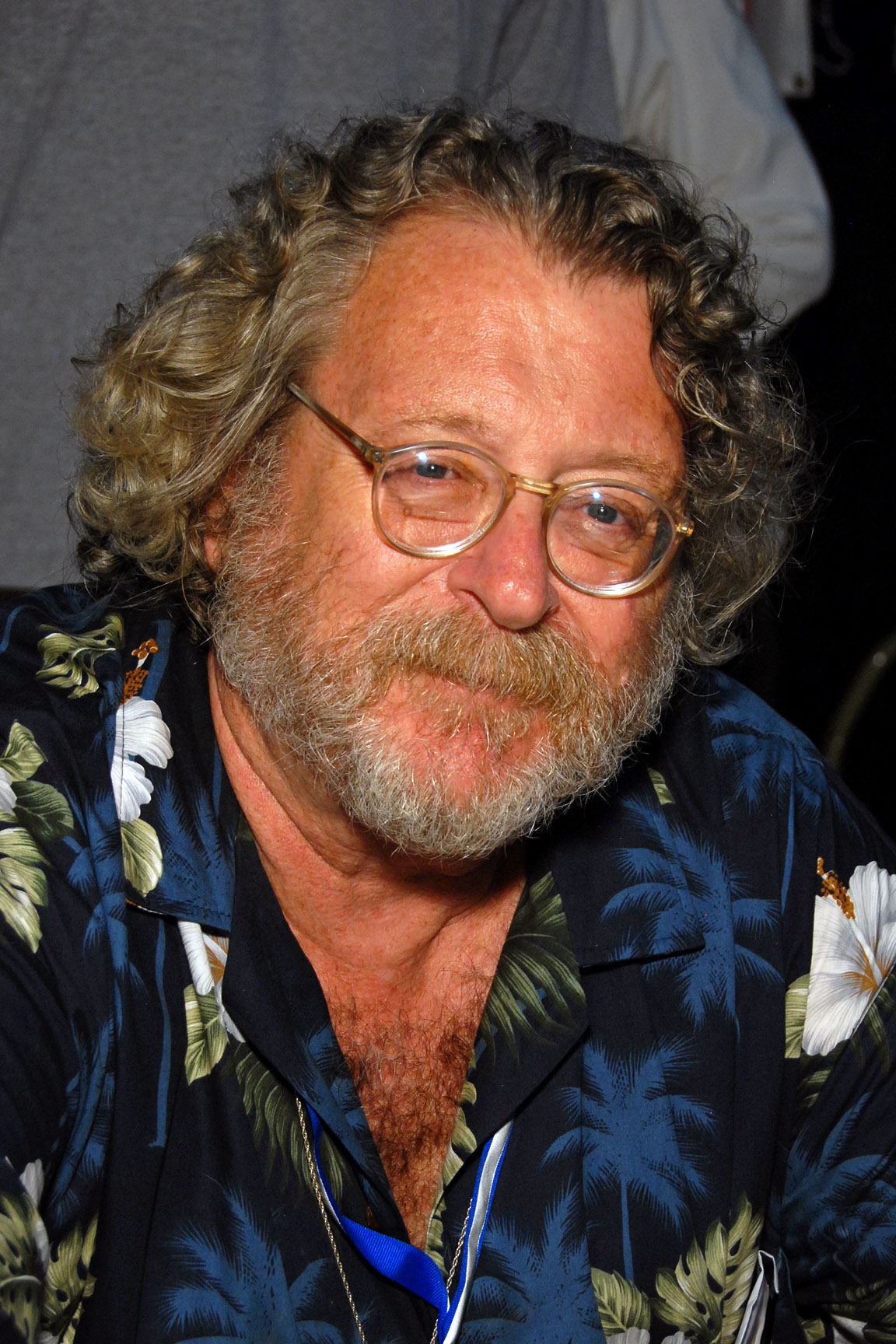
ウィリアム・マーゴールド／1月17日没

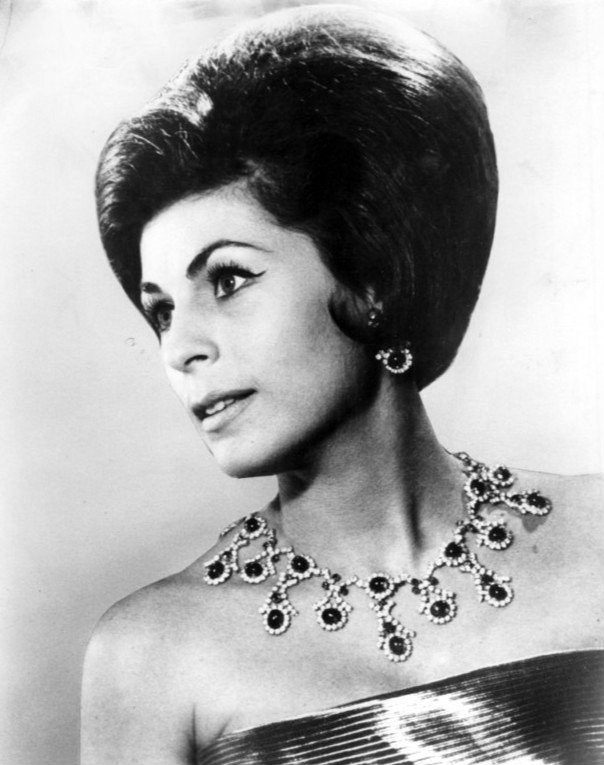
ロバータ・ピータース／1月18日没

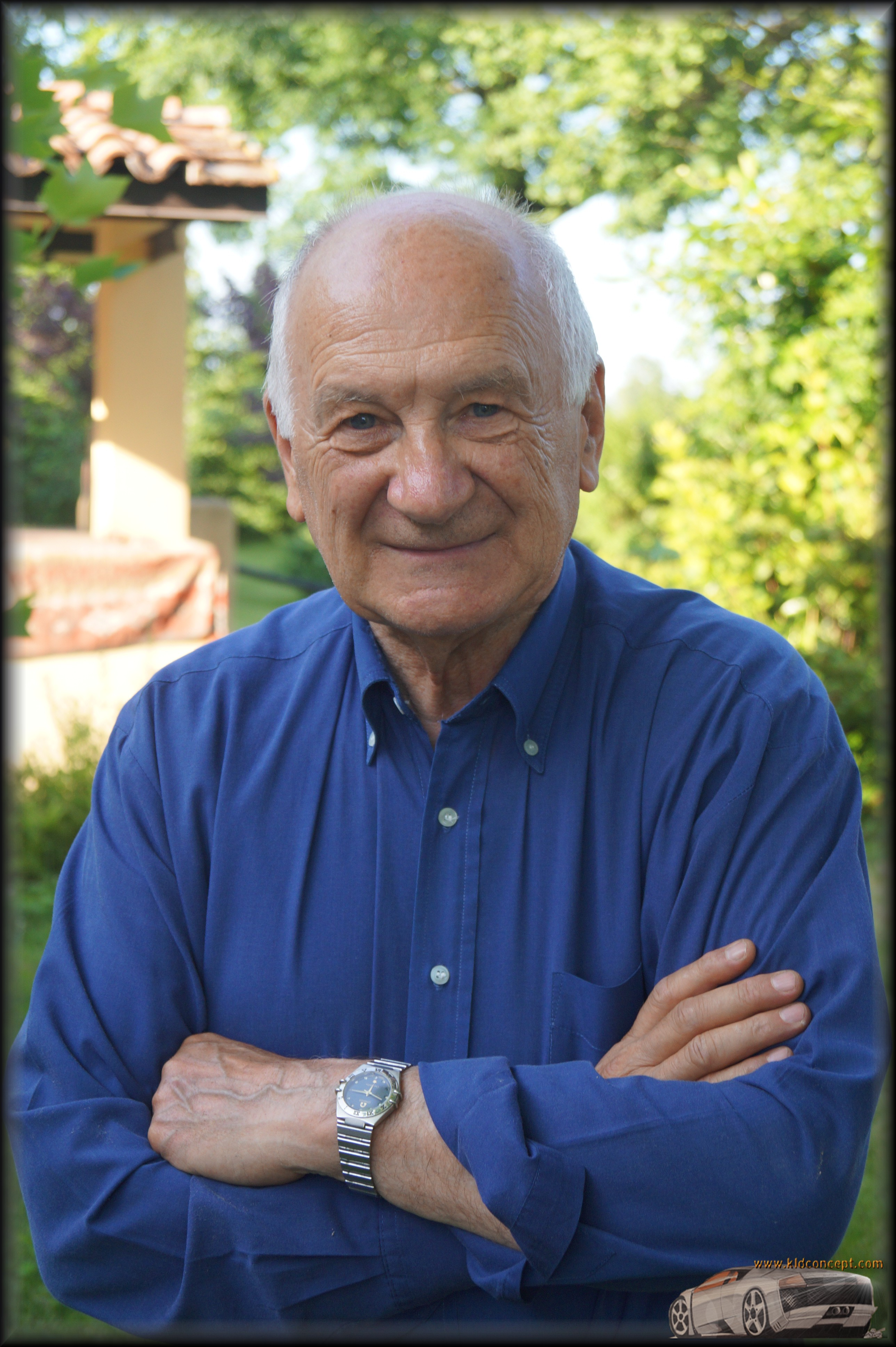
パオロ・スタンツァーニ／1月18日没

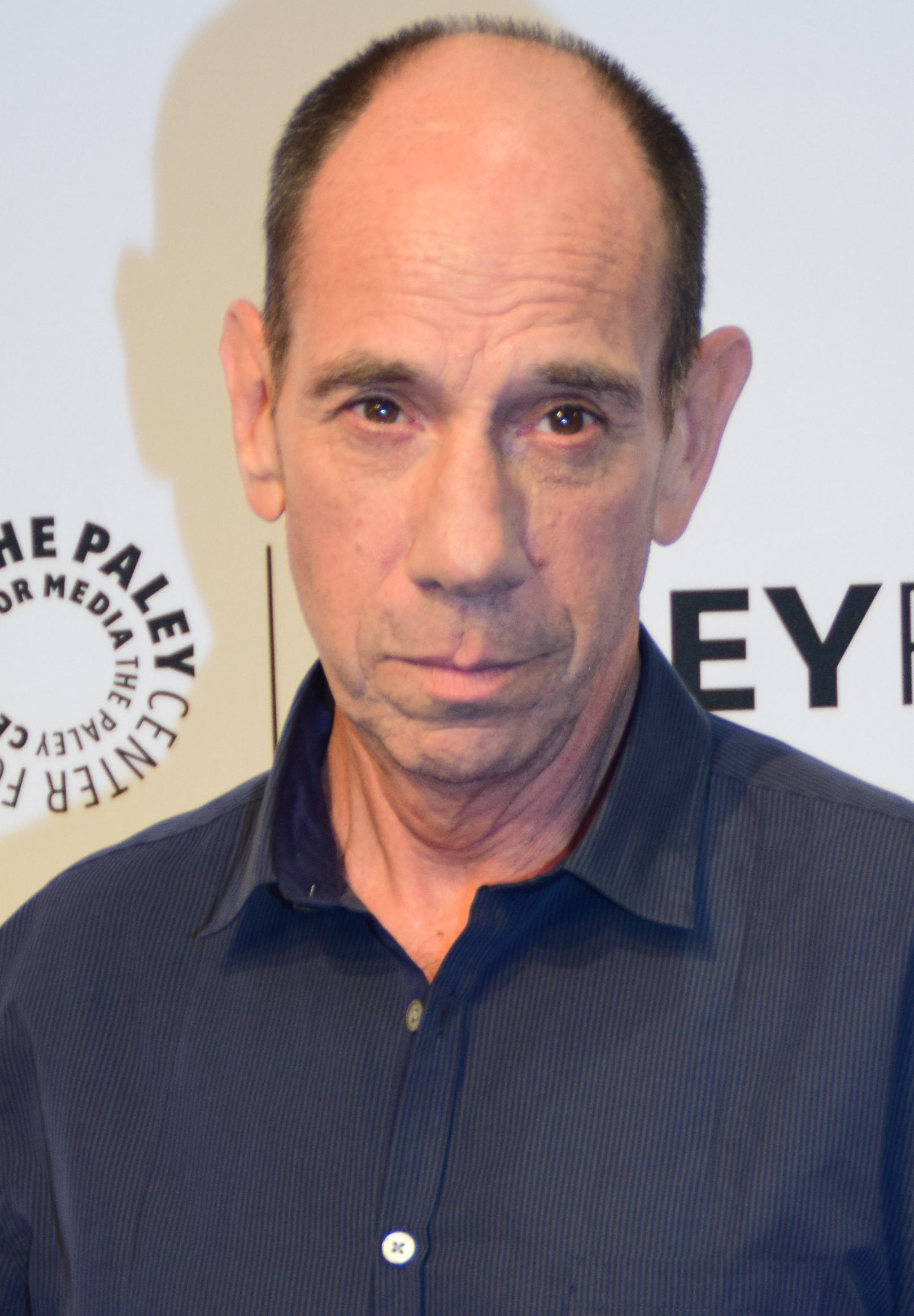
ミゲル・フェラー／1月19日没

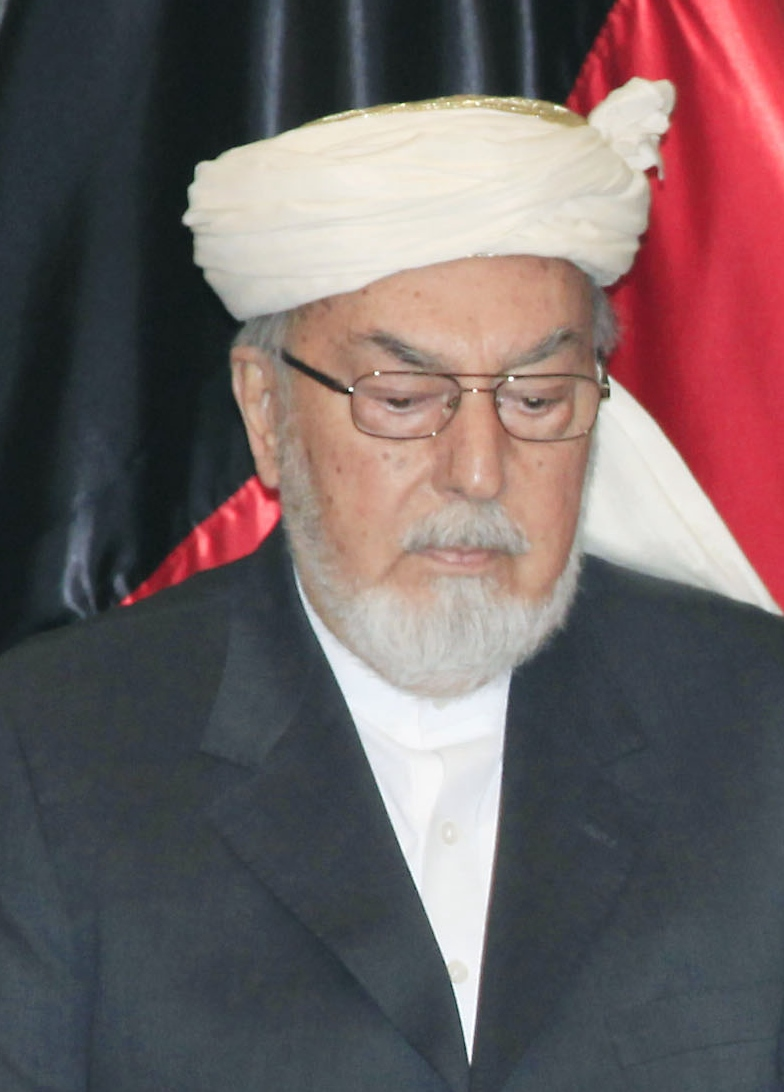
サイード・アフマド・ギラニ／1月20日没

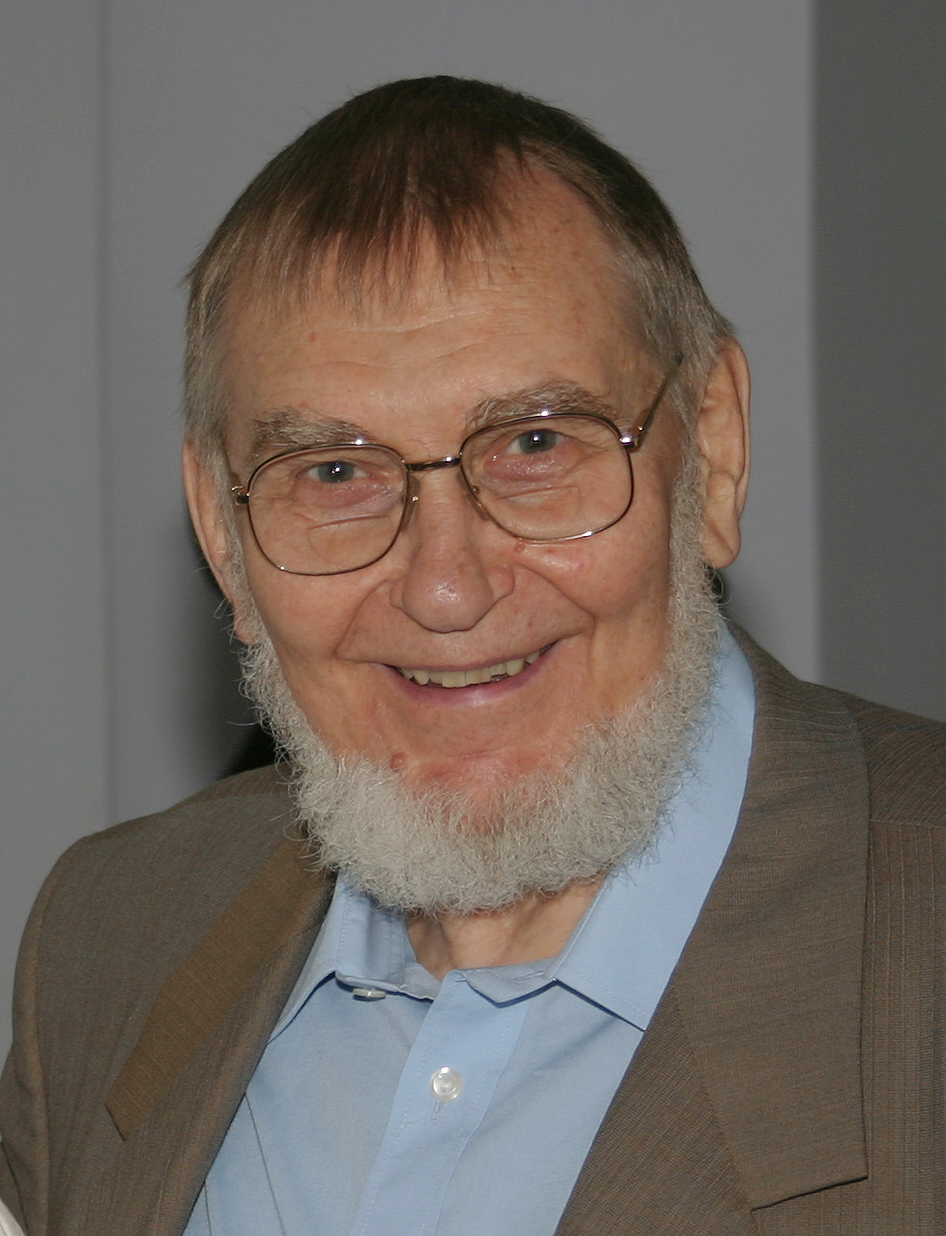
ヴェリヨ・トルミス／1月21日没

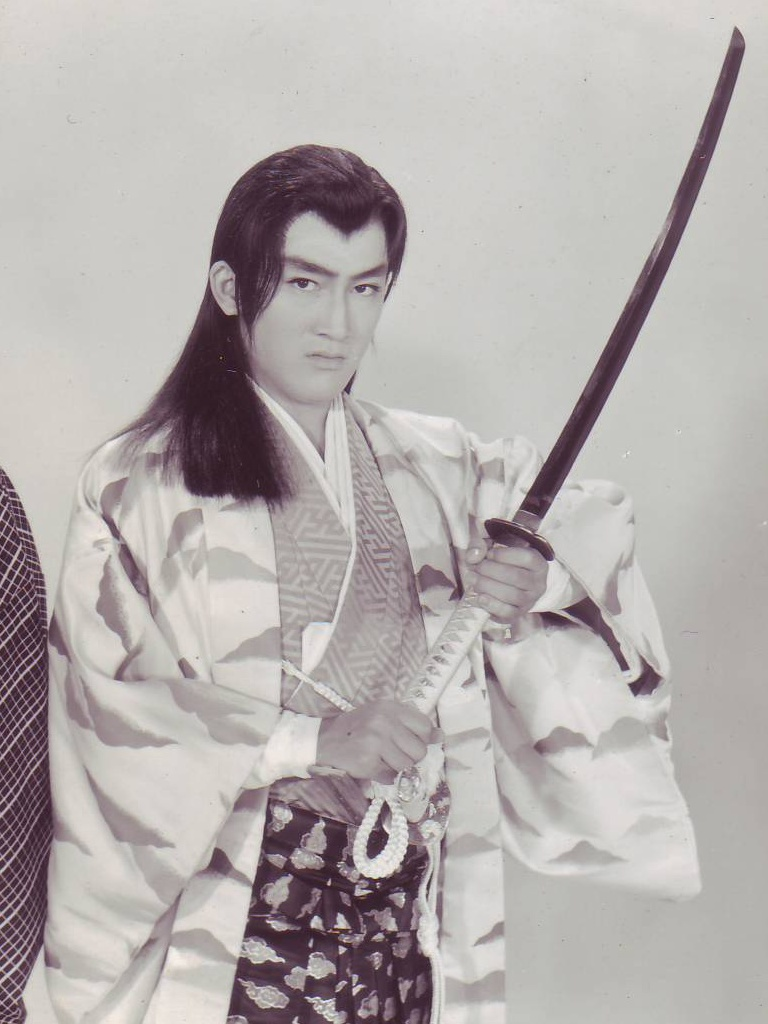
松方弘樹／1月21日没

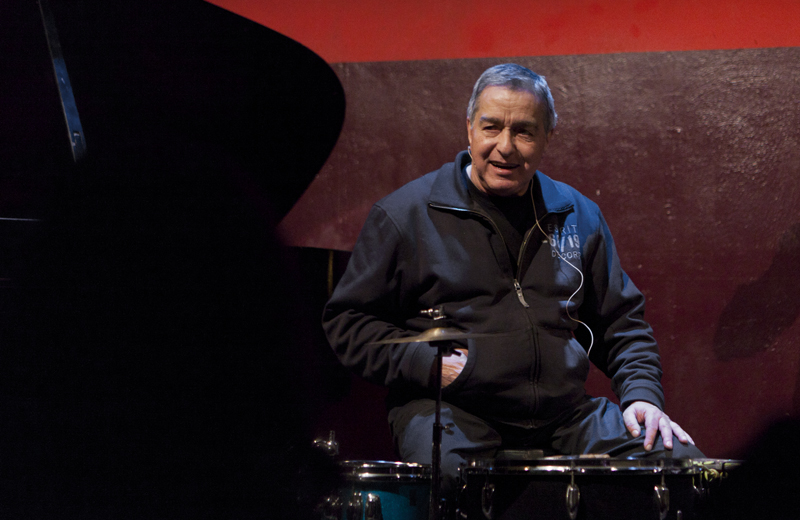
ヤキ・リーベツァイト／1月22日没

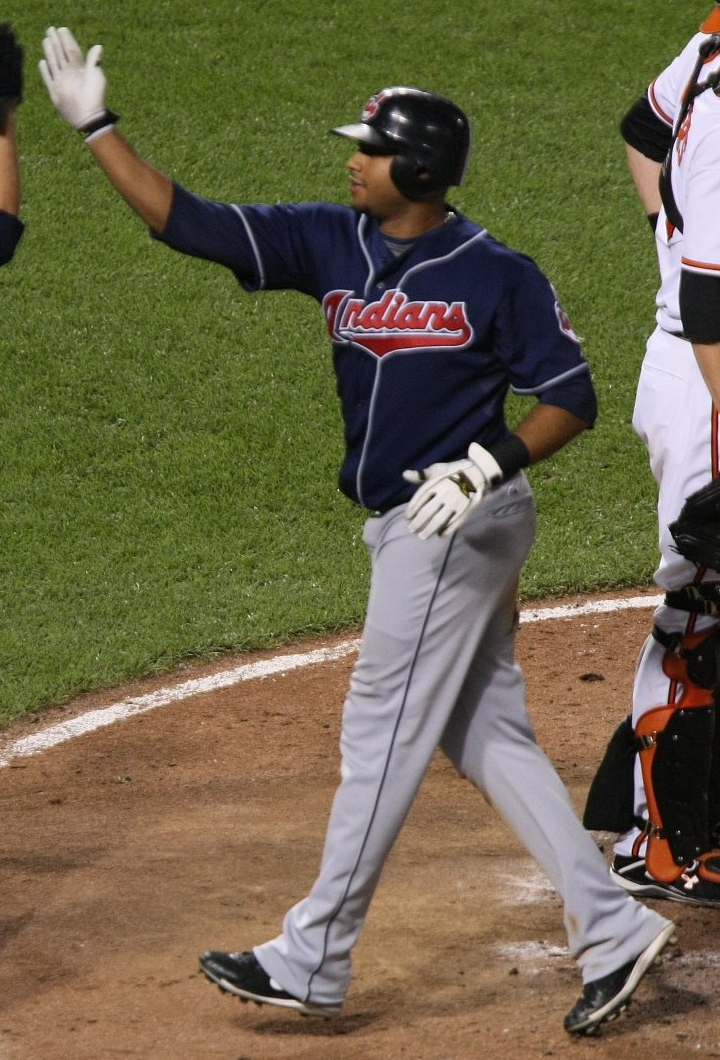
アンディ・マルテ／1月22日没

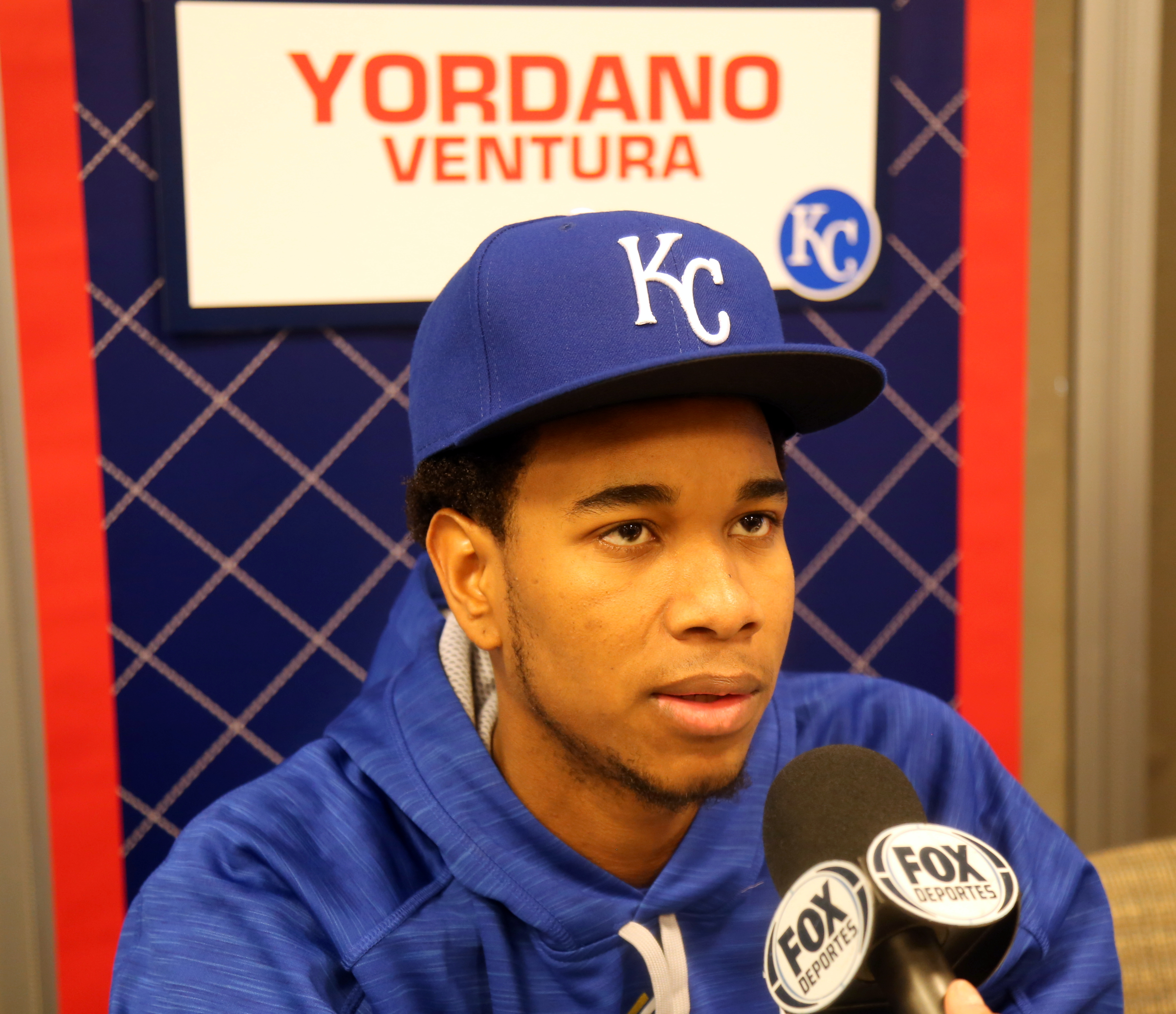
ヨーダノ・ベンチュラ／1月22日没

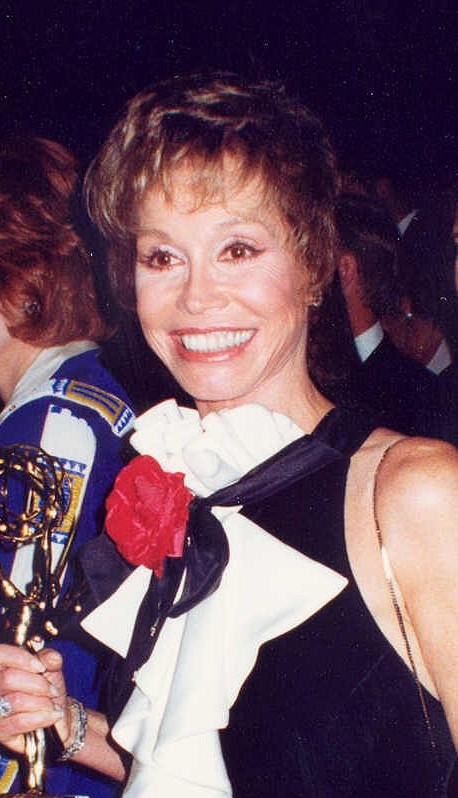
メアリー・タイラー・ムーア／1月25日没

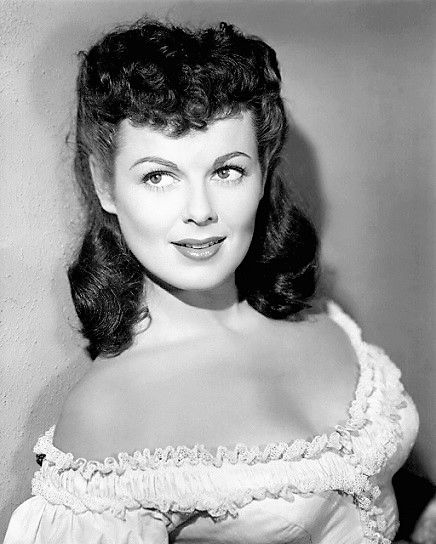
バーバラ・ヘイル／1月26日没

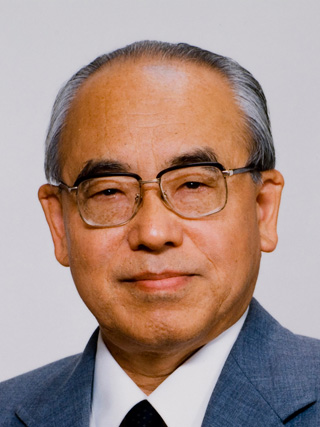
富澤純一／1月26日没

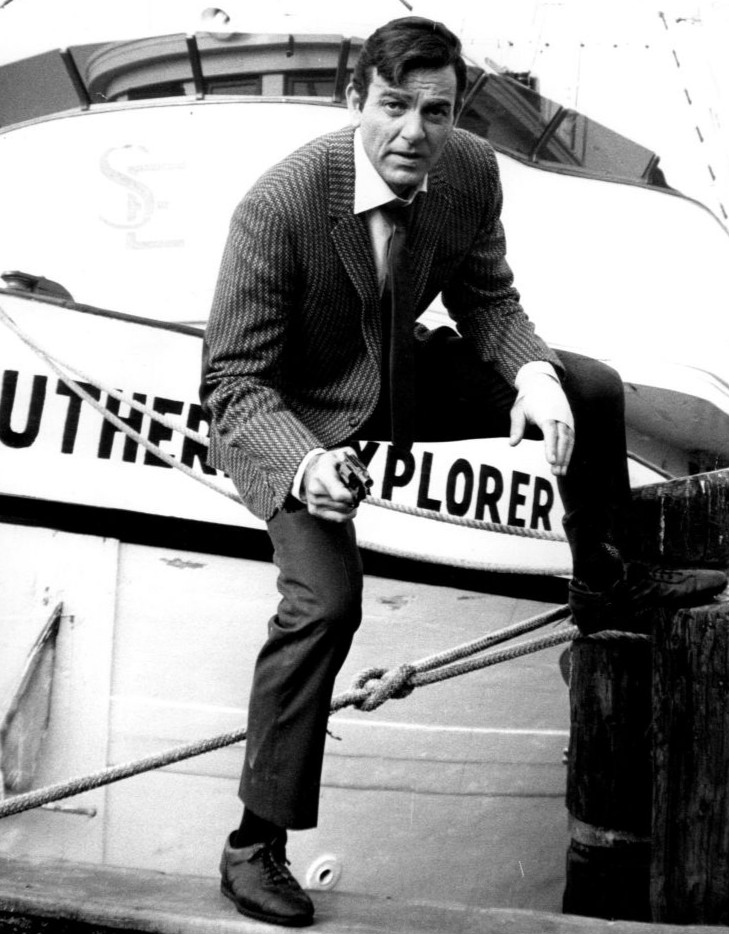
マイク・コナーズ／1月26日没

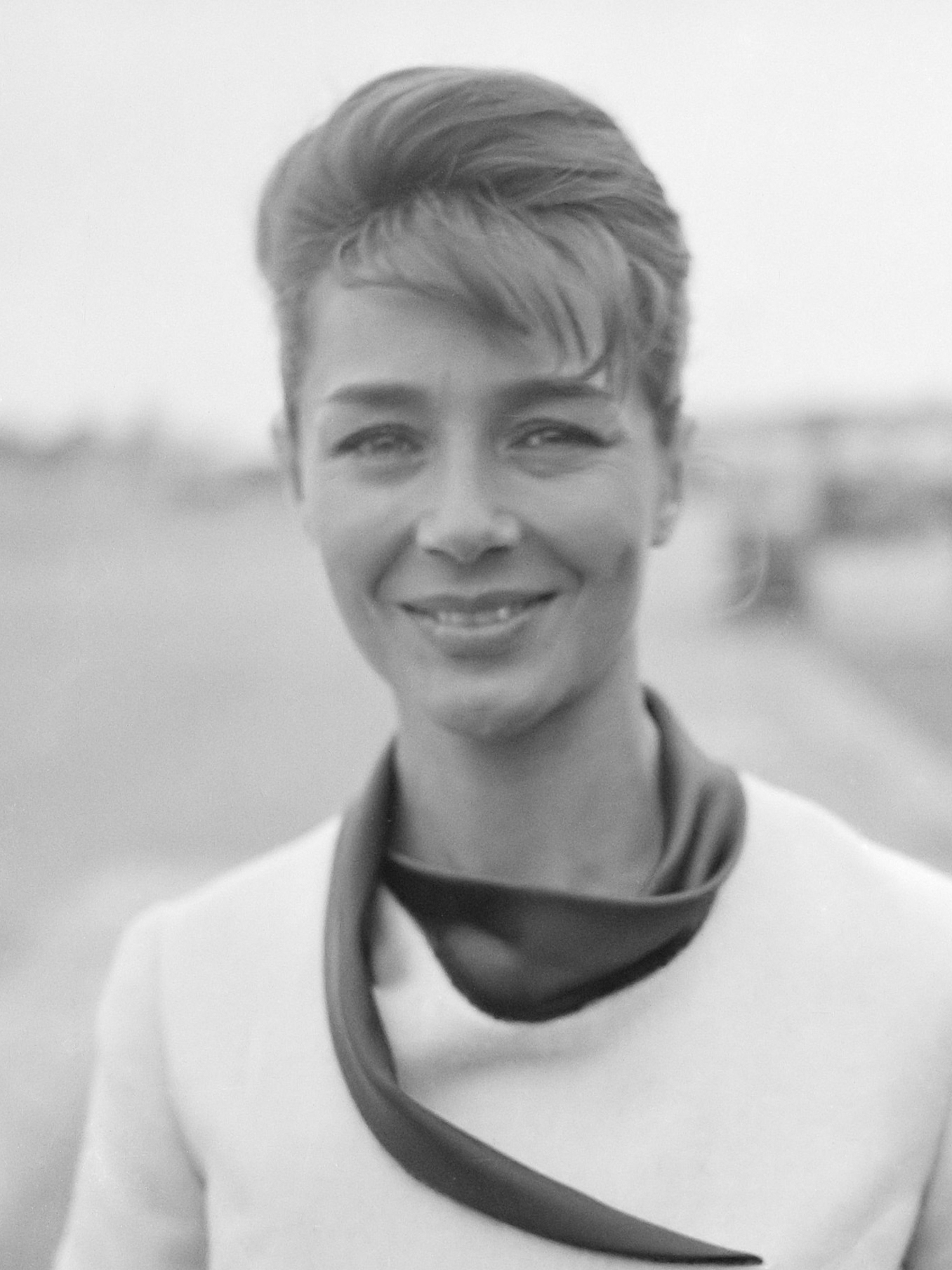
エマニュエル・リヴァ／1月27日没

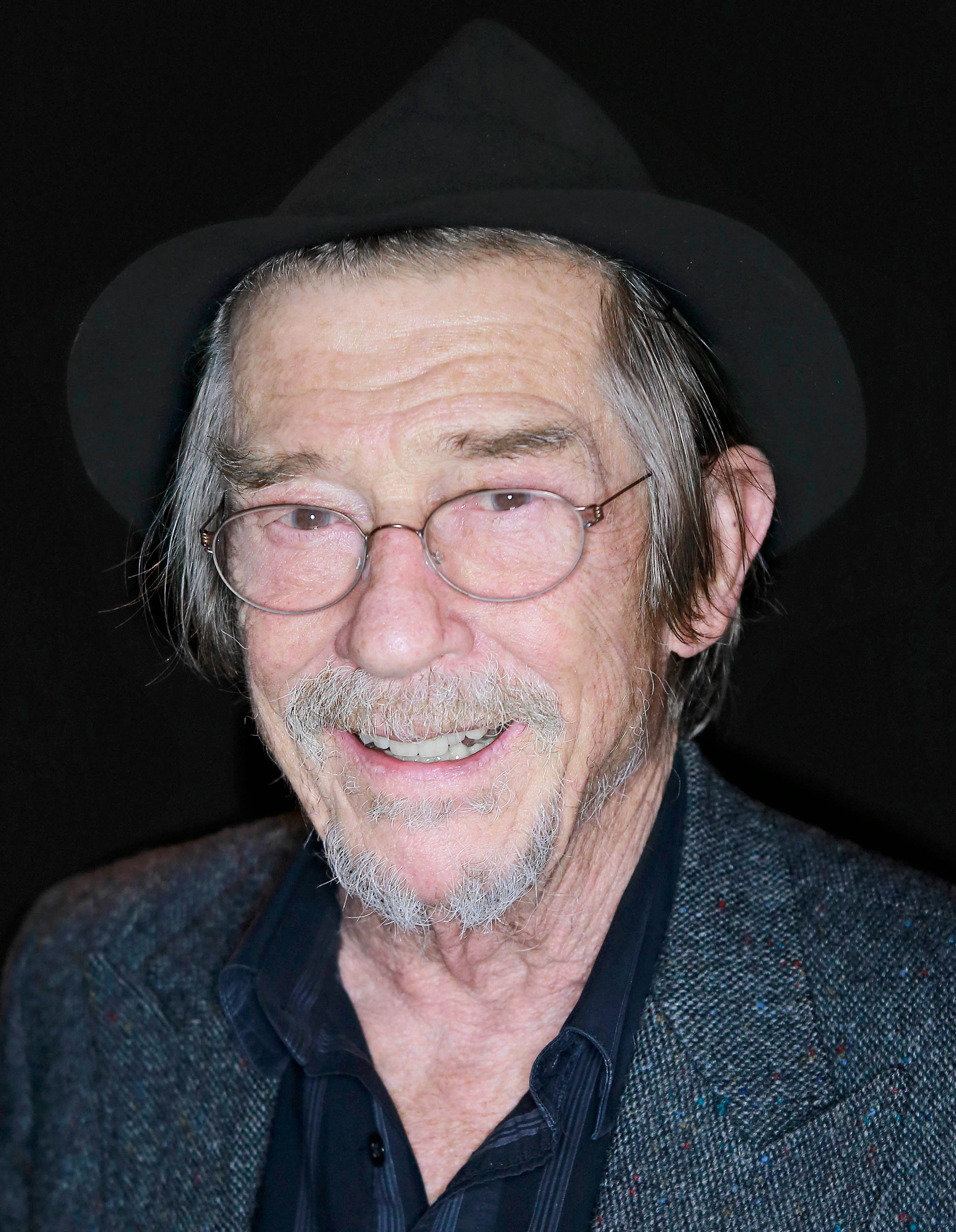
ジョン・ハート／1月27日没

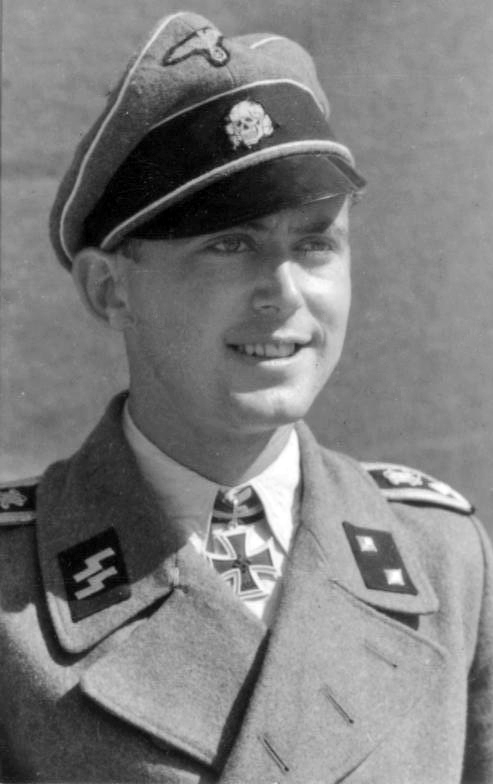
クルト・ザメトレイター／1月29日没

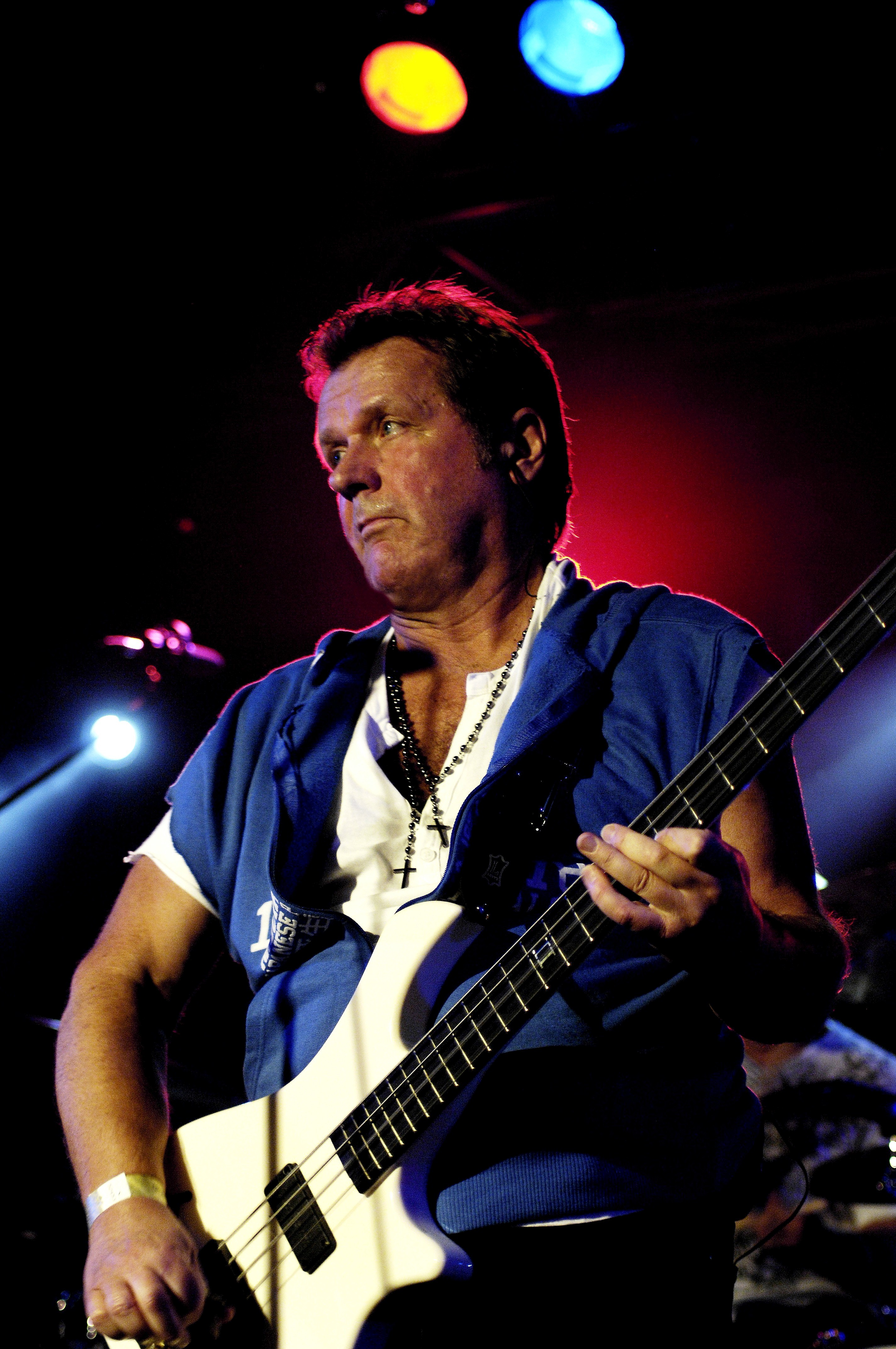
ジョン・ウェットン／1月31日没

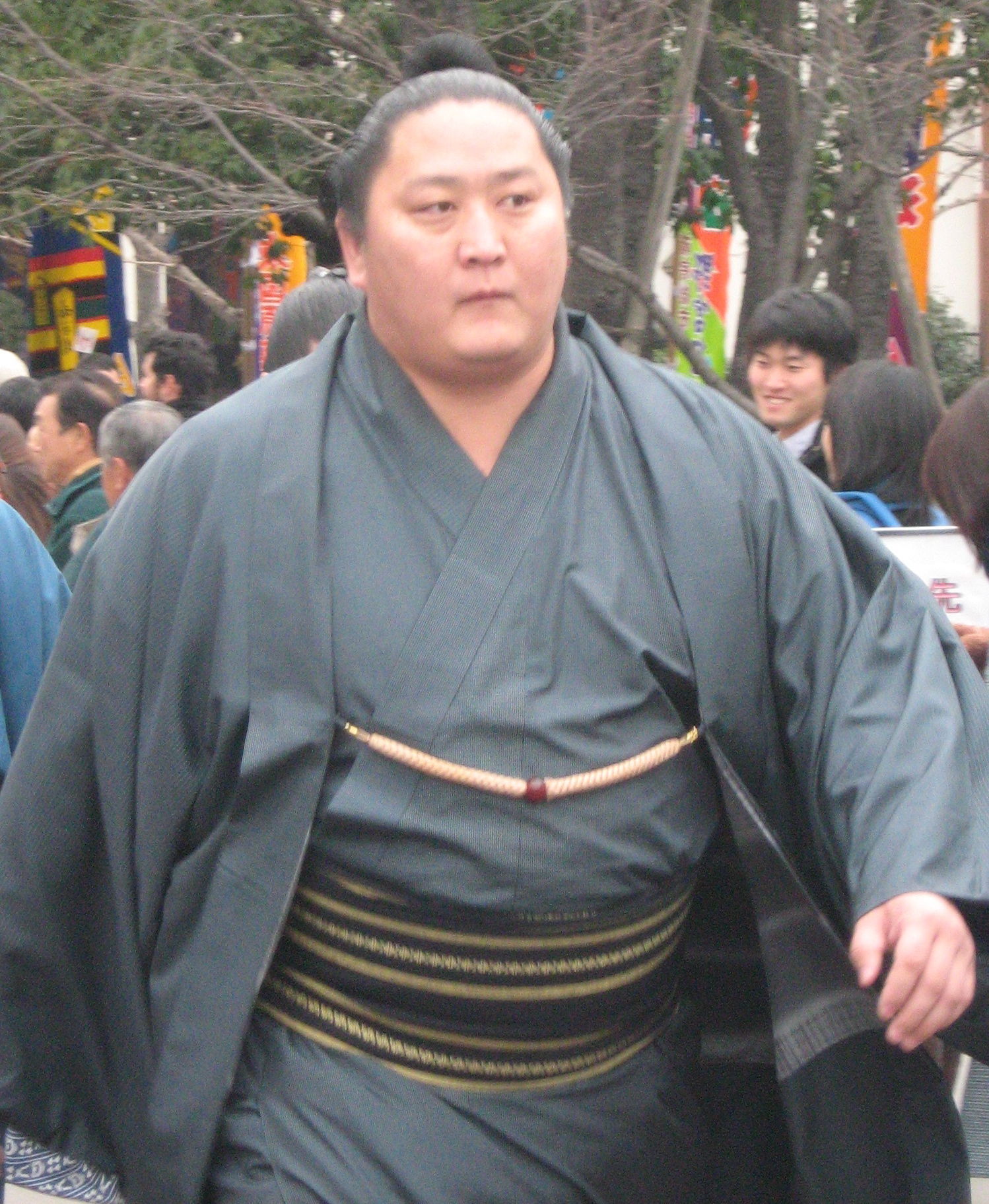
時天空慶晃／1月31日没

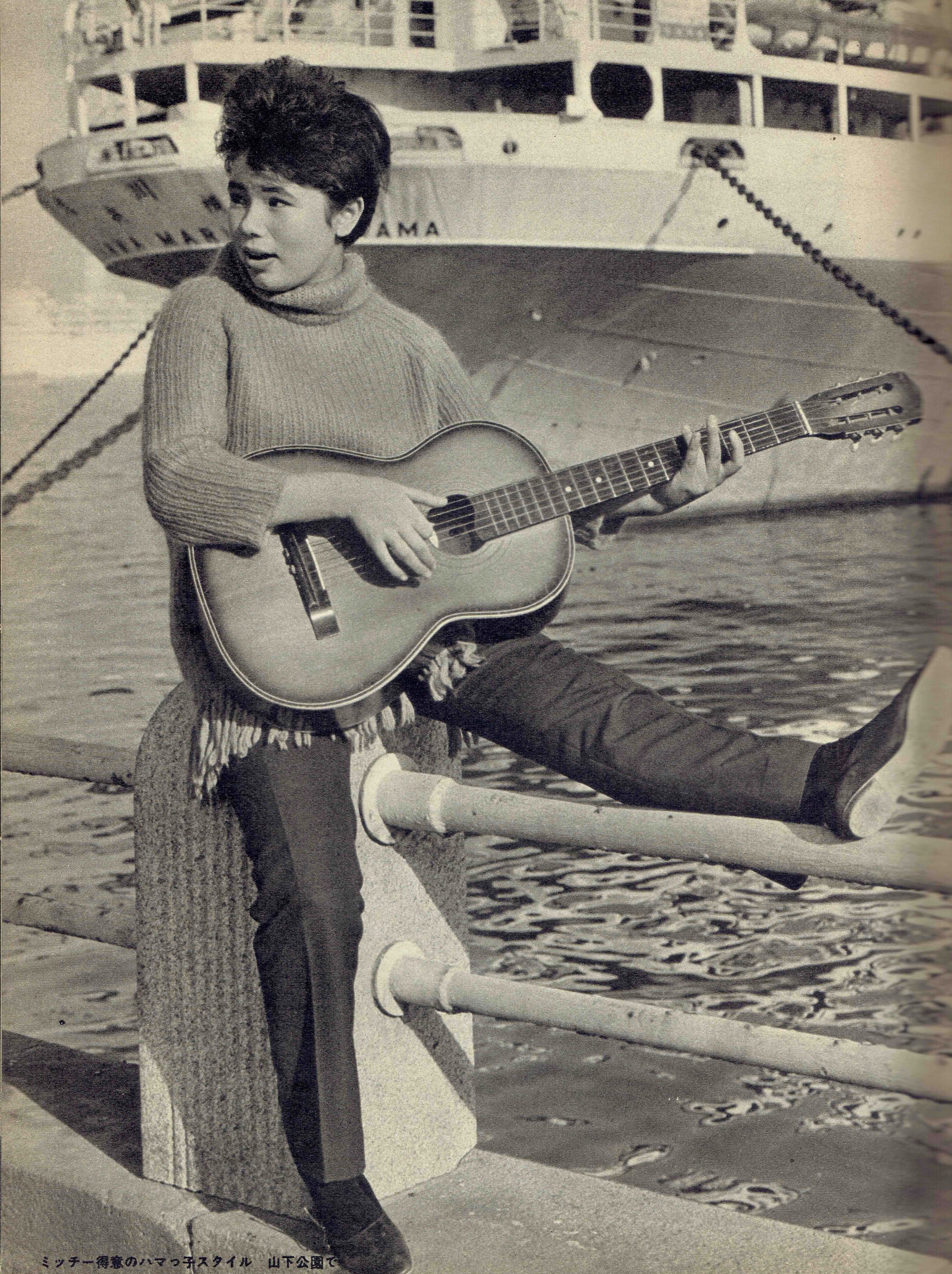
青山ミチ／1月?日没

- 1月16日 - 橋本進、日本の政治家、元和歌山県議会議長（* 1933年?）[83]
- 1月16日 - ユージン・サーナン、アメリカ合衆国の軍人、宇宙飛行士（* 1934年）[84]
- 1月16日 - 露の雅、日本の落語家（* 1981年）[85]
- 1月17日 - 田野邊ノリ、日本の声楽家、京都女子大学名誉教授（* 1926年?）[86]
- 1月17日 - 岡田節人、日本の発生生物学者、京都大学名誉教授、JT生命誌研究館名誉顧問（* 1927年）[87]
- 1月17日 - 加納時男、日本の政治家、元自由民主党参議院議員（* 1935年）[88]
- 1月17日 - ウィリアム・マーゴールド、アメリカ合衆国のポルノ男優（* 1943年）[89]
- 1月17日 - 村田省吾、日本の政治家、元茨城県北茨城市長（* 1946年）[90]
- 1月18日 - 小林勝、日本の実業家、元中越パルプ工業社長（* 1922年?）[91]
- 1月18日 - 関根日出男、日本のチェコ音楽研究家、チェコ語翻訳家（* 1929年）[92]
- 1月18日 - ロバータ・ピータース、アメリカ合衆国出身のソプラノ歌手（* 1930年）[93]
- 1月18日 - パオロ・スタンツァーニ、イタリアの自動車技術者、元ランボルギーニチーフエンジニア（* 1936年）[94]
- 1月18日 - 鄭美景、韓国の小説家（* 1960年）[95]
- 1月19日 - 立木藤子（宮田藤子）、日本の元アナウンサー【IBC岩手放送所属】(* 1936年）[96]
- 1月19日 - ウィリー・クォートゥアー（ドイツ語版）、ドイツ連邦共和国の元プロボクサー、欧州スーパーライト級元王者（* 1937年）[97]
- 1月19日 - 能登祐一、日本の政治家、前秋田県議会議長（* 1946年）[98]
- 1月19日 - ロアラ・ブラス（フランス語版）、ブラジルの歌手（* 1953年）[99]
- 1月19日 - ミゲル・フェラー、アメリカ合衆国の俳優（* 1955年）[100]
- 1月20日 - 藤本哲夫、日本の機械工学者、三重大学名誉教授（* 1930年）[101]
- 1月20日 - サイード・アフマド・ギラニ、アフガニスタンの政治家、ムジャーヒディーン、元アフガニスタン民族イスラム戦線指導者（* 1932年）[102]
- 1月20日 - 三原浩良、日本の新聞記者、実業家、元葦書房社長、元弦書房代表、元毎日新聞社編集委員・報道部長（* 1937年）[103]
- 1月20日 - 南学政明、日本の経産官僚、実業家、元東京工業品取引所社長、元中小企業庁長官（* 1938年）[104]
- 1月20日 - カルロス・アルベルト・シルバ、ブラジルのサッカー指導者（* 1939年）[105]
- 1月20日 - 松本紀、日本の実業家、元福島銀行社長（* 1940年?）[106]
- 1月20日 - 宮原安春、日本のノンフィクション作家（* 1942年）[107]
- 1月21日 - 中村州志（wikidata）、日本の映画美術監督（* 1927年）[108]
- 1月21日 - ヴェリヨ・トルミス、エストニアの作曲家（* 1930年）[109]
- 1月21日 - 佐伯隆幸、日本の演劇評論家、フランス文学者、学習院大学名誉教授（* 1941年）[110]
- 1月21日 - 松方弘樹、日本の俳優、映画監督、映画プロデューサー（* 1942年）[111]
- 1月21日 - 辜成允（中国語版）、中華民国の実業家、台湾水泥理事長（* 1954年）[112]
- 1月21日 - 小林大哲、日本のトライアスロン選手（* 1992年）[113]
- 1月22日 - 尾崎良克、日本の生物学者、滋賀医科大学名誉教授（* 1922年）[114]
- 1月22日 - 中村雅哉、日本の実業家、ナムコ創業者（* 1925年）[115]
- 1月22日 - ハイメ・カスタニエダ、スペイン出身の教師、司祭、上智大学名誉教授（* 1931年）[116]
- 1月22日 - 貞政少登、日本の書家、毎日書道会常任顧問、鶴見大学名誉教授（* 1932年）[117]
- 1月22日 - ヤキ・リーベツァイト、ドイツのドラマー（* 1938年）[118]
- 1月22日 - オヴァレンド・ワッツ（英語版）、イギリスのベーシスト（* 1947年）[119]
- 1月22日 - アンディ・マルテ、ドミニカ共和国出身の元プロ野球選手（* 1983年）[120]
- 1月22日 - ヨーダノ・ベンチュラ、ドミニカ共和国出身のプロ野球選手（* 1991年）[120]
- 1月23日 - ヘルヴィ・カルキ（フィンランド語版）、フィンランドのスーパーセンテナリアン（* 1906年）[121]
- 1月23日 - ボビー・フリーマン（英語版）、アメリカ合衆国の歌手（* 1940年）[122]
- 1月24日 - 浅田泰次、日本の植物学者、元愛媛大学学長（* 1928年）[123]
- 1月24日 - ブッチ・トラックス（英語版）、アメリカ合衆国のドラマー、オールマン・ブラザーズ・バンドメンバー（* 1947年）[124]
- 1月25日 - 桂茂、日本の歯学者、徳島大学名誉教授（* 1928年?）[125]
- 1月25日 - ハリー・マシューズ（英語版）、アメリカ合衆国の作家（* 1930年）[126]
- 1月25日 - 藤村俊二、日本の俳優、声優、タレント（* 1934年）[127]
- 1月25日 - メアリー・タイラー・ムーア、アメリカ合衆国の女優、コメディアン（* 1936年）[128]
- 1月25日 - 星宮望、日本の工学者、東北大学名誉教授、前東北学院大学学長（* 1941年）[129]
- 1月26日 - バーバラ・ヘイル、アメリカ合衆国の女優（* 1922年）[130]
- 1月26日 - 富澤純一、日本の分子生物学者、国立遺伝学研究所名誉教授、総合研究大学院大学名誉教授（* 1924年）[131]
- 1月26日 - マイク・コナーズ、アメリカ合衆国の俳優（* 1925年）[132]
- 1月26日 - 木内良明、日本の政治家、公明党東京都議会議員、同元衆議院議員（* 1944年）[133]
- 1月26日 - 小森栄、日本の弁護士（* 1949年）[134]
- 1月26日 - 髙倉一紀、日本の国文学者、皇學館大学教授（* 1952年）[135]
- 1月26日 - 藤井進、日本の元野球選手（* 1967年）[136]
- 1月27日 - ブルンヒルデ・ポムゼル（ドイツ語版）、ドイツの速記者、ヨーゼフ・ゲッベルス秘書、ブロードキャスター（* 1911年）[137]
- 1月27日 - 垣花秀武、日本の核物理学者、核化学者、評論家、東京工業大学名誉教授、元国際原子力機関事務次長（* 1920年）[138]
- 1月27日 - アーサー・ローゼンフェルド （英語版）、アメリカ合衆国の物理学者（* 1926年）[139]
- 1月27日 - エマニュエル・リヴァ、フランスの女優（* 1927年）[140][141]
- 1月27日 - ルドルフ・ビーブル、オーストリアの指揮者（* 1929年）[142]
- 1月27日 - 石附敦、日本の心理学者、元京都光華女子大学教授（* 1937年）[143]
- 1月27日 - ジョン・ハート、イギリスの俳優（* 1940年）[144]
- 1月28日 - クルト・ザメトレイター、ドイツの武装親衛隊員（* 1922年）
- 1月28日 - 正木進三、日本の昆虫学者、弘前大学名誉教授（* 1927年）[145]
- 1月28日 - 大野喜男、日本の政治家、元茨城県牛久市長（* 1946年）[146]
- 1月29日 - 松本博、日本の実業家、元堺化学工業社長（* 1924年?）[147]
- 1月30日 - 木村重信、日本の美術史家、大阪大学・京都市立芸術大学名誉教授、元国立国際美術館館長（* 1925年）[148]
- 1月30日 - 丹生潔、日本の物理学者、名古屋大学名誉教授（* 1925年）[149]
- 1月30日 - 福井高行、日本の実業家、元カルピス食品工業社長（* 1926年）[150]
- 1月30日 - 豊嶋敏雄、日本の工学者、福井大学名誉教授（* 1927年?）[151]
- 1月30日 - 山田新二、日本の地方公務員、元滋賀県副知事（* 1931年?）[152]
- 1月30日 - 三輪匡男、日本の薬学者、生化学者、静岡県立大学名誉教授（* 1942年）[153]
- 1月31日 - 大橋敏雄、日本の政治家、元公明党衆議院議員（* 1925年）[154]
- 1月31日 - 黒田一夫、日本の政治家、元京都府瑞穂町長（* 1928年?）[155]
- 1月31日 - 石井敏、日本のコミュニケーション学者、獨協大学名誉教授（* 1936年）[156]
- 1月31日 - 古川康一、日本の情報学者、慶應義塾大学名誉教授（* 1942年）[157]
- 1月31日 - ディーク・レナード（英語版）、イギリスのギタリスト（* 1944年）[158]
- 1月31日 - ジョン・ウェットン、イギリス出身の歌手、ベーシスト。元キング・クリムゾン、エイジアなど（* 1949年）[159]
- 1月31日 - 高良聖、日本の心理学者、臨床心理士、明治大学文学部心理社会学科教授（* 1953年 ）[160]
- 1月31日（発見日） - 泉田純、日本のプロレスラー、元大相撲力士（* 1965年）[161]
- 1月31日 - 時天空慶晃、モンゴル出身の日本の元大相撲力士（* 1979年）[162]

## (没日不明)
- 日時不明 - 青山ミチ、日本の歌手